# История математики
В истории математики существует несколько классификаций истории математики, по одной из них выделяются несколько этапов развития математических знаний:
1. Формирование понятия геометрической фигуры и числа как идеализации реальных объектов и множеств однородных объектов. Появление счёта и измерения, которые позволили сравнивать различные числа, длины, площади и объёмы.
2. Изобретение арифметических операций. Накопление эмпирическим путём (методом проб и ошибок) знаний о свойствах арифметических действий, о способах измерения площадей и объёмов простых фигур и тел. В этом направлении далеко продвинулись шумеро-вавилонские, китайские и индийские математики древности.
3. Появление в древней Греции дедуктивной математической системы, показавшей, как получать новые математические истины на основе уже имеющихся. Венцом достижений древнегреческой математики стали «Начала» Евклида, игравшие роль стандарта математической строгости в течение двух тысячелетий.
4. Математики стран ислама не только сохранили античные достижения, но и смогли осуществить их синтез с открытиями индийских математиков. Появилась алгебра, тригонометрия, криптология. Были сделаны фундаментальные открытия в комбинаторике и теории чисел. Развились численные методы. В обиход вошли десятичные дроби и иррациональные числа.
5. В XVI—XVIII веках возрождается и уходит далеко вперёд европейская математика. Её концептуальной основой в этот период являлась уверенность в том, что математические модели являются своего рода идеальным скелетом Вселенной[1], и поэтому открытие математических истин является одновременно открытием новых свойств реального мира. Главным успехом на этом пути стала разработка математических моделей зависимости переменных величин (функция) и общая теория движения (анализ бесконечно малых). Все естественные науки были перестроены на базе новооткрытых математических моделей, и это привело к колоссальному их прогрессу.
6. В XIX—XX веках становится понятно, что взаимоотношение математики и реальности далеко не столь просто, как ранее казалось. Не существует общепризнанного ответа на своего рода «основной вопрос философии математики»[2]: найти причину «непостижимой эффективности математики в естественных науках»[3]. В этом, и не только в этом, отношении математики разделились на множество дискутирующих школ. Наметилось несколько опасных тенденций[4]: чрезмерно узкая специализация, изоляция от практических задач и др. В то же время мощь математики и её престиж, поддержанный эффективностью применения, высоки как никогда прежде.

Помимо большого исторического интереса, анализ эволюции математики представляет огромную важность для развития философии и методологии математики. Нередко знание истории способствует и прогрессу конкретных математических дисциплин; например, древняя китайская задача (теорема) об остатках сформировала целый раздел теории чисел — теории сравнений по модулю.

## Возникновение арифметики и геометрии
Математика в системе человеческих знаний есть раздел, занимающийся такими понятиями, как количество, структура, соотношение и т. п. Развитие математики началось с создания практических искусств счёта и измерения линий, поверхностей и объёмов.
Понятие о натуральных числах формировалось постепенно и осложнялось неумением первобытного человека отделять числовую абстракцию от её конкретного представления. Вследствие этого счёт долгое время оставался только вещественным — использовались пальцы, камешки, пометки и т. п. Археолог Б. А. Фролов обосновывает существование счёта уже в верхнем палеолите.
С распространением счёта на больши́е количества появилась идея считать не только единицами, но и, так сказать, пакетами единиц, содержащими, например, 10 объектов. Эта идея немедленно отразилась в языке, а затем и в письменности. Принцип именования или изображения числа (нумерация) может быть:
- аддитивным (один+на+дцать, XXX = 30)
- субтрактивным (IX, девя-но-сто)
- мультипликативным (пять*десят, три*ста)

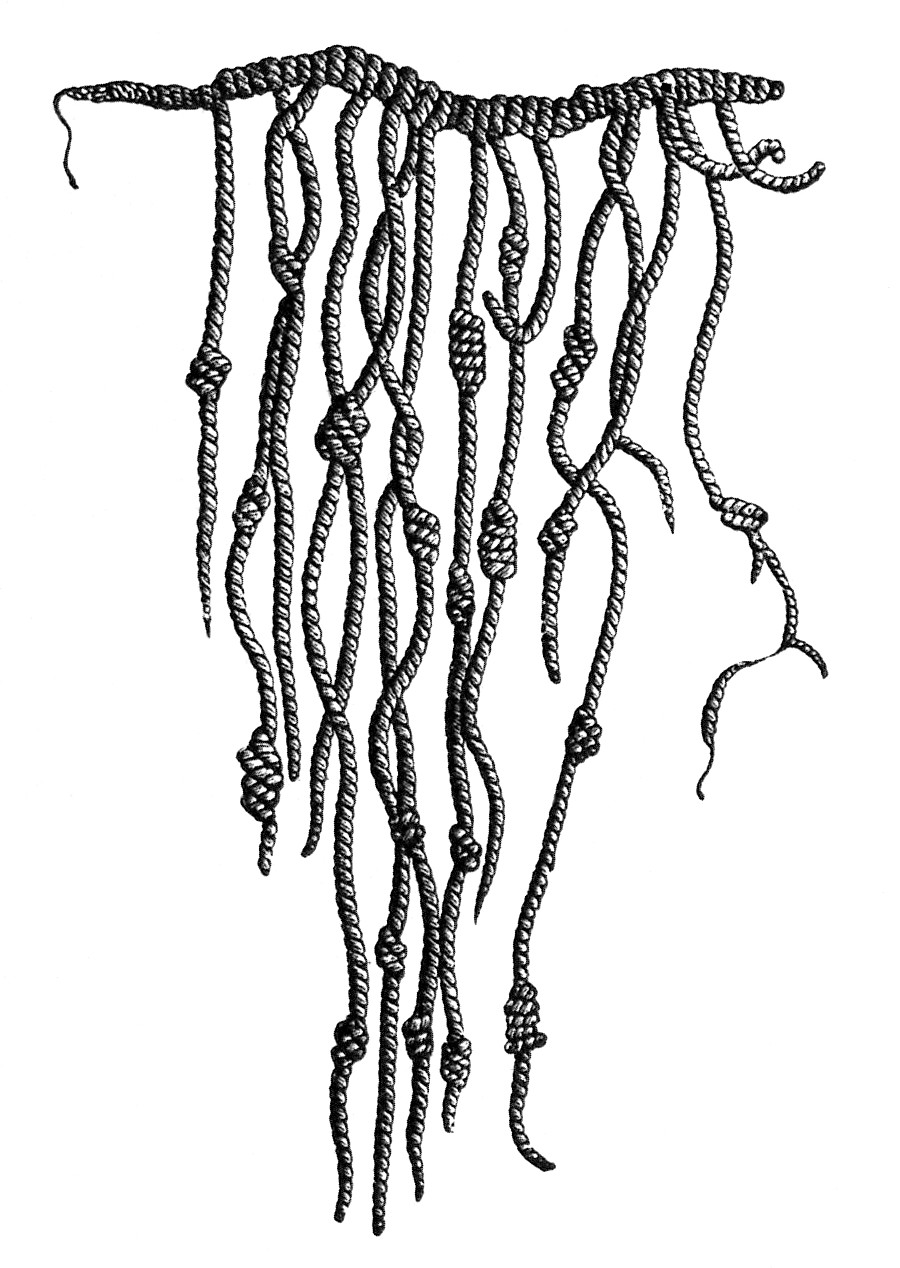
Счётное устройство инков

Для запоминания результатов счёта использовали зарубки, узелки и т. п. С изобретением письменности стали использовать буквы или особые значки для сокращённого изображения больших чисел. При таком кодировании обычно воспроизводился тот же принцип нумерации, что и в языке.
Названия чисел от двух (zwei, two, duo, deux, dvi, два…) до десяти, а также десятков и числа 100 в индоевропейских языках сходны. Это говорит о том, что понятие абстрактного числа появилось очень давно, ещё до разделения этих языков. При образовании числительных у большинства народов число 10 занимает особое положение, так что понятно, что счёт по пальцам был широко распространён. Отсюда происходит повсеместно распространённая десятичная система счисления. Хотя есть и исключения: 80 по-французски quatre-vingt (то есть 4 двадцатки), а 90 — quatre-vingt-dix (4*20+10); это употребление восходит к счёту по пальцам рук и ног. Аналогично устроены числительные датского, осетинского, абхазского языков. Ещё яснее счёт двадцатками в грузинском языке. Шумеры и ацтеки, судя по языку, первоначально считали пятёрками.
Есть и более экзотичные варианты. Вавилоняне в научных расчётах использовали шестидесятеричную систему. А туземцы островов Торресова пролива — двоичную:

Урапун (1); Окоза (2); Окоза-Урапун (3); Окоза-Окоза (4); Окоза-Окоза-Урапун (5); Окоза-Окоза-Окоза(6)

Когда понятие абстрактного числа окончательно утвердилось, следующей ступенью стали операции с числами. Натуральное число — это идеализация конечного множества однородных, устойчивых и неделимых предметов (людей, овец, дней и т. п.). Для счёта нужно иметь математические модели таких важных событий, как объединение нескольких множеств в одно или, наоборот, отделение части множества. Так появились операции сложения и вычитания. Умножение для натуральных чисел появилось в качестве, так сказать, пакетного сложения. Свойства и взаимосвязь операций открывались постепенно.
Другое важное практическое действие — разделение на части — со временем абстрагировалось в четвёртую арифметическую операцию — деление. Делить на 10 частей сложно, поэтому десятичные дроби, удобные в сложных вычислениях, появились сравнительно поздно. Первые дроби обычно имели знаменателем 2, 3, 4, 8 или 12. Например, у римлян стандартной дробью была унция (1/12). Средневековые денежные и мерные системы несут на себе явный отпечаток древних недесятичных систем: 1 английский пенс = 1/12 шиллинга, 1 дюйм = 1/12 фута, 1 фут = 1/3 ярда и т. д.
Примерно в то же время, что и числа, человек абстрагировал плоские и пространственные формы. Они обычно получали названия схожих с ними реальных предметов: например, у греков «ромбос» означает волчок, «трапедсион» — столик (трапеция), «сфера» — мяч.
Теория измерений появилась значительно позже, и нередко содержала ошибки: характерным примером является ложное учение о равенстве площадей фигур при равенстве их периметров, и обратно. Это неудивительно: измерительным инструментом служила мерная верёвка с узлами или пометками, так что измерить периметр можно было без труда, а для определения площади в общем случае ни инструментов, ни математических методов не было. Измерения служили важнейшим применением дробных чисел и источником развития их теории.

## Древний Восток

### Египет

Иероглифическая запись уравнения

Древнейшие египетские математические тексты относятся к началу II тысячелетия до н. э. Математика тогда использовалась в астрономии, мореплавании, землемерии, при строительстве домов, плотин, каналов и военных укреплений. Денежных расчётов, как и самих денег, в Египте не было. Египтяне писали на папирусе, который сохраняется плохо, и поэтому в настоящее время знаний о математике Египта существенно меньше, чем о математике Вавилона или Греции. Вероятно, она была развита лучше, чем можно представить, исходя из дошедших до нас документов, что подтверждается тем, что греческие математики учились у египтян.
Основные сохранившиеся источники: папирус Ахмеса, он же папирус Ринда (84 математические задачи), и московский папирус Голенищева (25 задач), оба из Среднего царства, времени расцвета древнеегипетской культуры. Авторы текста нам неизвестны.
Все задачи из папируса Ахмеса (записан около 1650 года до н. э.) имеют прикладной характер и связаны с практикой строительства, размежеванием земельных наделов и т. п. Задачи сгруппированы не по методам, а по тематике. По преимуществу это задачи на нахождение площадей треугольника, четырёхугольников и круга, разнообразные действия с целыми числами и аликвотными дробями, пропорциональное деление, нахождение отношений, возведение в разные степени, определение среднего арифметического, арифметические прогрессии, решение уравнений первой и второй степени с одним неизвестным.
Полностью отсутствуют какие бы то ни было объяснения или доказательства. Искомый результат либо даётся прямо, либо приводится краткий алгоритм его вычисления.
Такой способ изложения, типичный для науки стран древнего Востока, наводит на мысль о том, что математика там развивалась путём индуктивных обобщений и догадок, не образующих никакой общей теории. Тем не менее, в папирусе есть целый ряд свидетельств того, что математика в Древнем Египте тех лет имела или по крайней мере начинала приобретать теоретический характер. Так, египетские математики умели извлекать корни и возводить в степень, решать уравнения, были знакомы с арифметической и геометрической прогрессией и даже владели зачатками алгебры: при решении уравнений специальный иероглиф «куча» обозначал неизвестное.
В области геометрии египтяне знали точные формулы для площади прямоугольника, треугольника и трапеции. Площадь произвольного четырёхугольника со сторонами a, b, c, d вычислялась приближённо как
{\displaystyle {\frac {a+c}{2}}\cdot {\frac {b+d}{2}}}
Эта грубая формула даёт приемлемую точность, если фигура близка к прямоугольнику. Площадь круга вычислялась, исходя из предположения
{\displaystyle \pi =4\cdot \left({\frac {8}{9}}\right)^{2}} = 3,1605 (погрешность менее 1 %).
Египтяне знали точные формулы для объёма параллелепипеда и различных цилиндрических тел, а также пирамиды и усечённой пирамиды. Пусть мы имеем правильную усечённую пирамиду со стороной нижнего основания a, верхнего b и высотой h; тогда объём вычислялся по оригинальной, но точной формуле:
{\displaystyle (a^{2}+ab+b^{2})\cdot {\frac {h}{3}}}.
О более раннем ходе развития математики в Египте сведений нет никаких. О более позднем, вплоть до эпохи эллинизма — тоже. После воцарения Птолемеев начинается чрезвычайно плодотворный синтез египетской и греческой культур.

### Вавилон

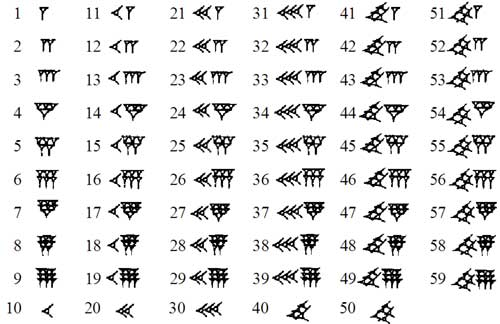
Вавилонские цифры

Вавилоняне писали клинописными значками на глиняных табличках, которые в немалом количестве дошли до наших дней (более 500 тыс., из них около 400 связаны с математикой). Поэтому мы имеем довольно полное представление о математических достижениях учёных Вавилонского государства. Отметим, что корни культуры вавилонян были в значительной степени унаследованы от шумеров — клинописное письмо, счётная методика и т. п.
Вавилонская расчётная техника была намного совершеннее египетской, а круг решаемых задач существенно шире. Есть задачи на решение уравнений второй степени, геометрические прогрессии. При решении применялись пропорции, средние арифметические, проценты. Методы работы с прогрессиями были глубже, чем у египтян. Линейные и квадратные уравнения решались ещё в эпоху Хаммурапи; при этом использовалась геометрическая терминология (произведение ab называлось площадью, abc — объёмом, и т. д.). Многие значки для одночленов были шумерскими, из чего можно сделать вывод о древности этих алгоритмов; эти значки употреблялись, как буквенные обозначения неизвестных в нашей алгебре. Встречаются также кубические уравнения и системы линейных уравнений. Венцом планиметрии была теорема Пифагора, известная ещё в эпоху Хаммурапи.
Шумеры и вавилоняне использовали 60-ричную позиционную систему счисления, увековеченную в нашем делении круга на 360°, часа на 60 минут и минуты на 60 секунд. Для умножения применялся громоздкий комплект таблиц. Для вычисления квадратных корней вавилоняне изобрели итерационный процесс: новое приближение получалось из предыдущего по формуле метода Ньютона:
{\displaystyle a_{n+1}=(a_{n}+N/a_{n})/2}
В геометрии рассматривались те же фигуры, что и в Египте, плюс сегмент круга и усечённый конус. В ранних документах полагают {\displaystyle \pi =3}; позже встречается приближение 25/8 = 3,125. Вавилоняне умели вычислять площади правильных многоугольников; видимо, им был знаком принцип подобия. Для площади неправильных четырёхугольников использовалась та же приближённая формула, что и в Египте:
{\displaystyle S={\frac {a+c}{2}}\cdot {\frac {b+d}{2}}}.
Всё же богатая теоретическая основа математики Вавилона не имела целостного характера и сводилась к набору разрозненных приёмов, лишённых доказательной базы. Систематический доказательный подход в математике появился только у греков.

### Китай

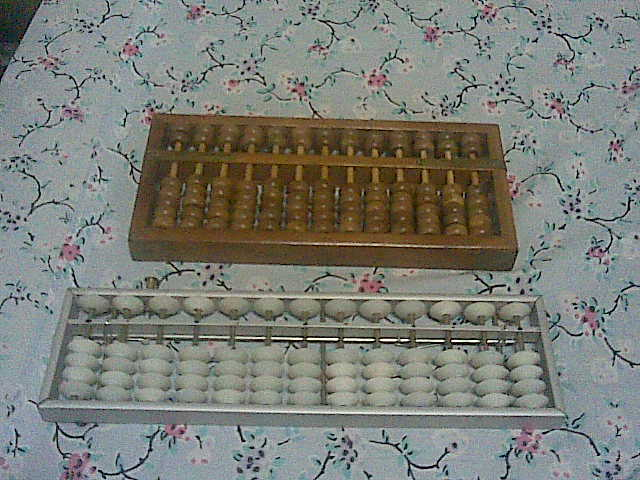
Китайские и японские счёты

Цифры в древнем Китае обозначались специальными иероглифами, которые появились во II тысячелетии до н. э., и начертание их окончательно установилось к III веку до н. э. Эти иероглифы применяются и в настоящее время. Китайский способ записи чисел изначально был мультипликативным. Например, запись числа 1946, используя вместо иероглифов римские цифры, можно условно представить как 1М9С4Х6. Однако на практике расчёты выполнялись на счётной доске, где запись чисел была иной — позиционной, как в Индии, и, в отличие от вавилонян, десятичной.
Вычисления производились на специальной счётной доске суаньпань (см. на фотографии), по принципу использования аналогичной русским счётам. Нуль сначала обозначался пустым местом, специальный иероглиф появился около XII века н. э. Для запоминания таблицы умножения существовала специальная песня, которую ученики заучивали наизусть.
Наиболее содержательное математическое сочинение древнего Китая — «Математика в девяти книгах».
Китайцам было известно многое, в том числе: вся базовая арифметика (включая нахождение наибольшего общего делителя и наименьшего общего кратного), действия с дробями, пропорции, отрицательные числа, площади и объёмы основных фигур и тел, теорема Пифагора и алгоритм подбора пифагоровых троек, решение квадратных уравнений. Был даже разработан метод фан-чэн для решения систем произвольного числа линейных уравнений — аналог классического европейского метода Гаусса. Численно решались уравнения любой степени — способом тянь-юань, напоминающим метод Руффини-Горнера для нахождения корней многочлена.

## Древняя Греция

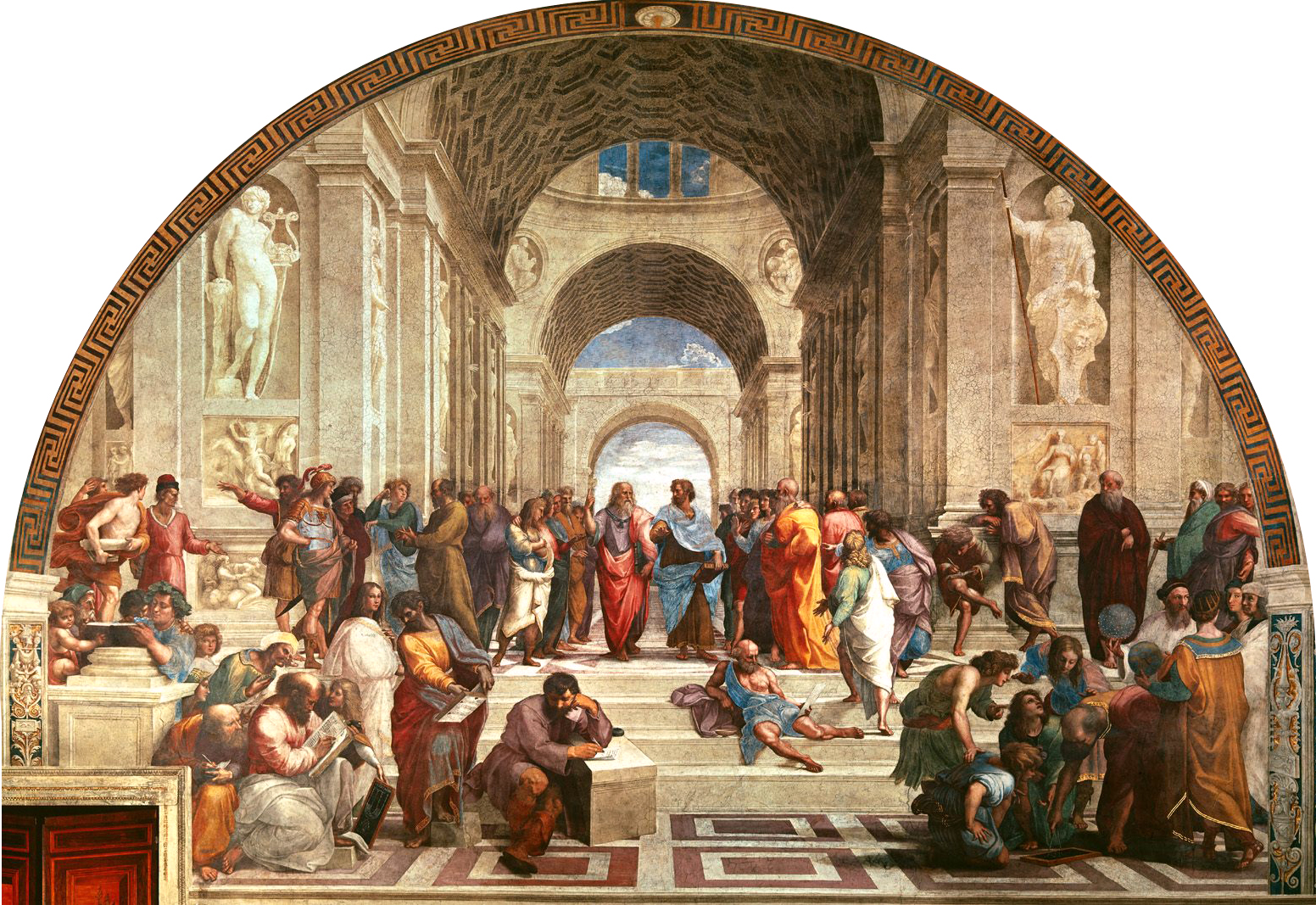
Рафаэль Санти. Афинская школа

Математика в современном понимании этого слова родилась в Греции. В странах-современниках Эллады математика использовалась либо для обыденных нужд (подсчёты, измерения), либо, наоборот, для магических ритуалов, имевших целью выяснить волю богов (астрология, нумерология и т. п.). Математической теории в полном смысле этого слова не было, дело ограничивалось сводом эмпирических правил, часто неточных или даже ошибочных.
Греки подошли к делу с другой стороны.
Во-первых, пифагорейская школа выдвинула тезис «Числа правят миром». Или, как сформулировали эту же мысль два тысячелетия спустя: «Природа разговаривает с нами на языке математики» (Галилей). Это означало, что истины математики есть в известном смысле истины реального бытия.

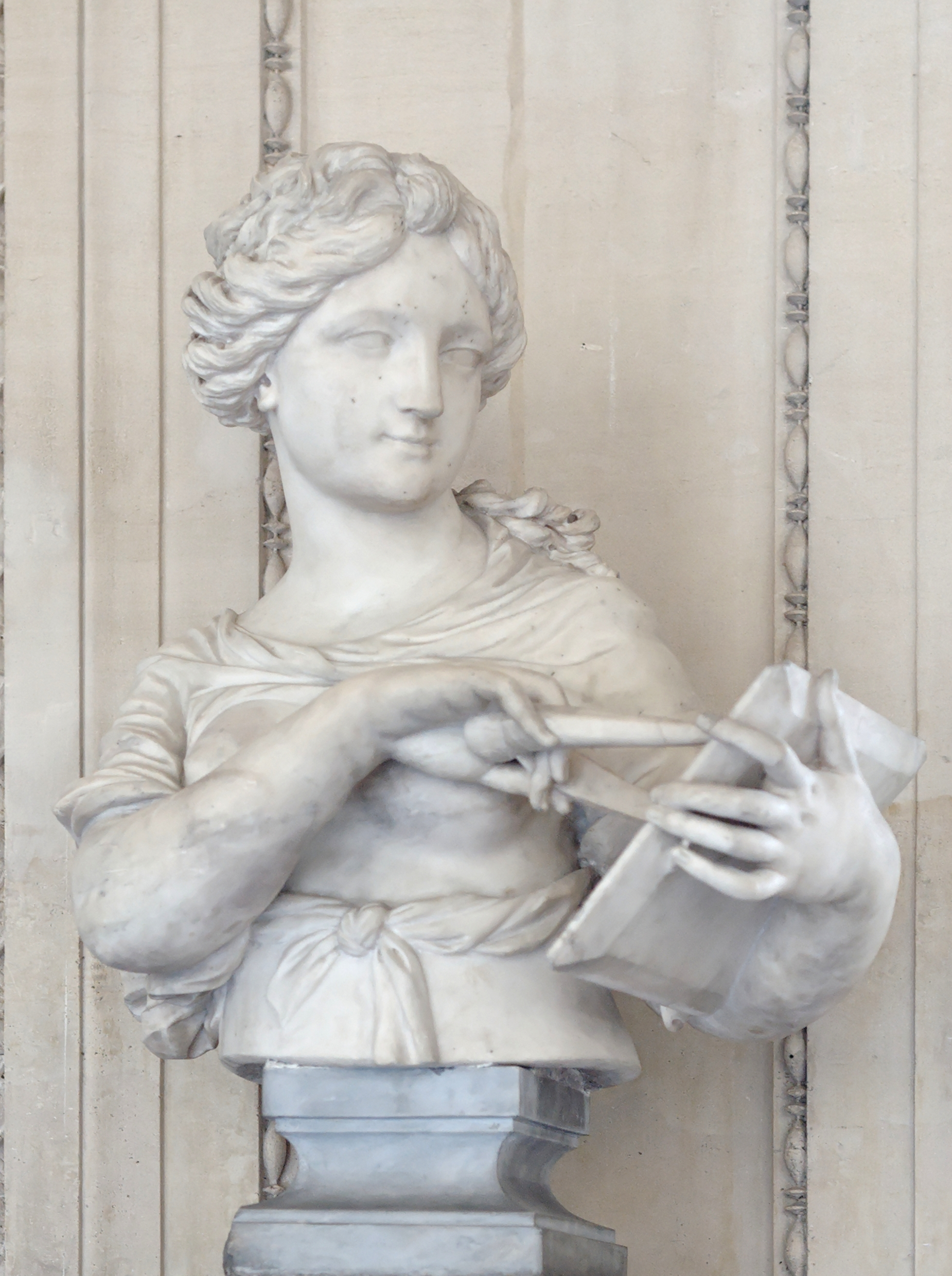
Муза геометрии (Лувр)

Во-вторых, для открытия таких истин пифагорейцы разработали законченную методологию. Сначала они составили список первичных, интуитивно очевидных математических истин (аксиомы, постулаты). Затем с помощью логических рассуждений (правила которых также постепенно унифицировались) из этих истин выводились новые утверждения, которые также обязаны быть истинными. Так появилась дедуктивная математика.
Греки проверили справедливость этого тезиса во многих областях: астрономия, оптика, музыка, геометрия, позже — механика. Всюду были отмечены впечатляющие успехи: математическая модель обладала неоспоримой предсказательной силой.
Попытка пифагорейцев положить в основу мировой гармонии целые числа (и их отношения) была поставлена под сомнение после того, как были обнаружены иррациональные числа. Платоновская школа (IV век до н. э.) выбрала иной, геометрический фундамент математики (Евдокс Книдский). На этом пути были достигнуты величайшие успехи античной математики (Евклид, Архимед, Аполлоний Пергский и другие).
Греческая математика впечатляет прежде всего богатством содержания. Многие учёные Нового времени отмечали, что мотивы своих открытий почерпнули у древних. Зачатки анализа заметны у Архимеда, корни алгебры — у Диофанта, аналитическая геометрия — у Аполлония и т. д. Но главное не в этом. Два достижения греческой математики далеко пережили своих творцов.
Первое — греки построили математику как целостную науку с собственной методологией, основанной на чётко сформулированных законах логики (гарантирующих истинность выводов при условии, что истинны предпосылки).
Второе — они провозгласили, что законы природы постижимы для человеческого разума, и математические модели — ключ к их познанию.
В этих двух отношениях древнегреческая математика вполне родственна современной.

## Индия

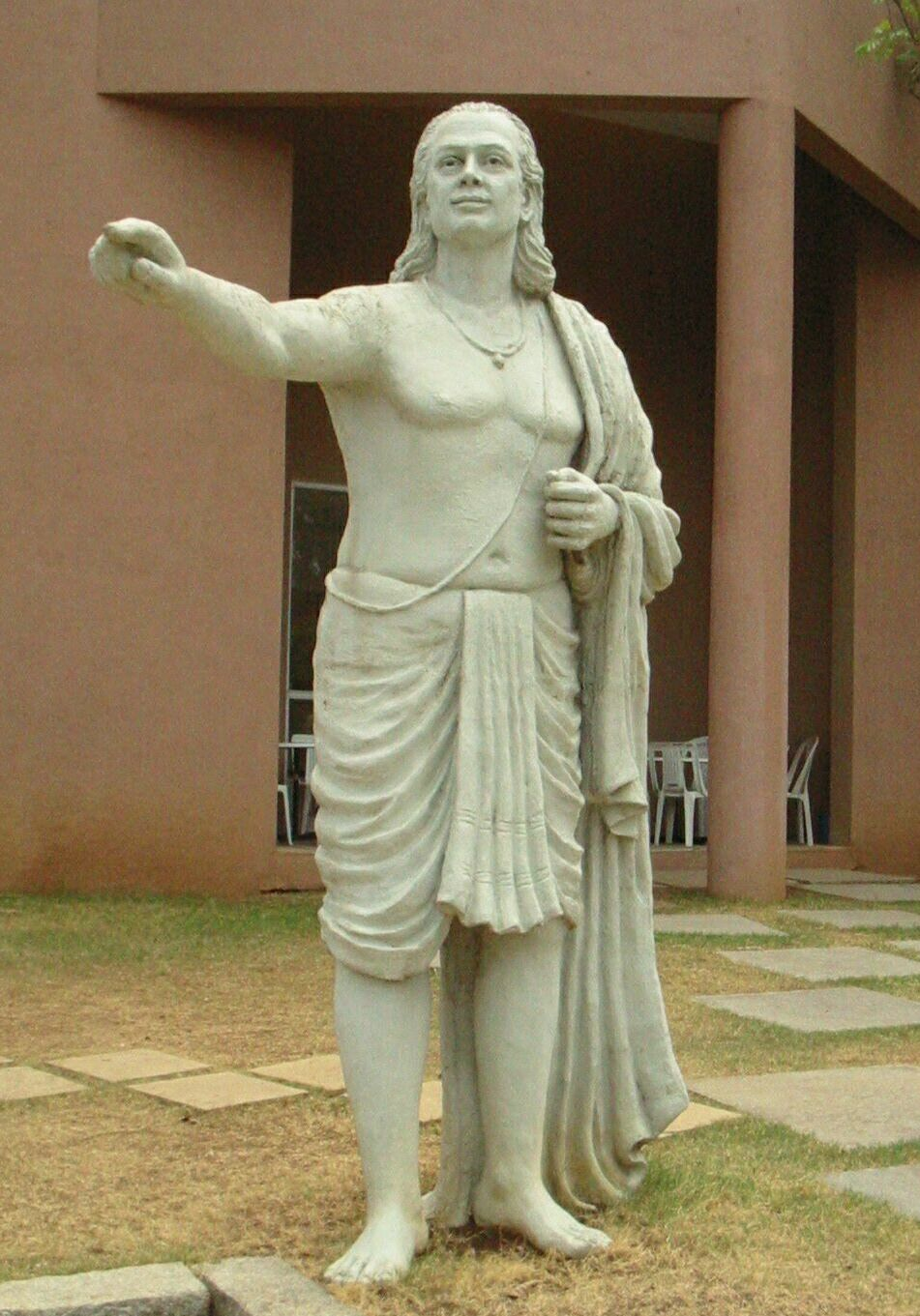
Ариабхата

Индийская нумерация (способ записи чисел) изначально была изысканной. В санскрите были средства для именования чисел до {\displaystyle 10^{50}}. Для цифр сначала использовалась сиро-финикийская система, а с VI века до н. э. — написание «брахми», с отдельными знаками для цифр 1-9. Несколько видоизменившись, эти значки стали современными цифрами, которые мы называем арабскими, а сами арабы — индийскими.
Около 500 года н. э. неизвестный нам великий индийский математик изобрёл новую систему записи чисел — десятичную позиционную систему. В ней выполнение арифметических действий оказалось неизмеримо проще, чем в старых, с неуклюжими буквенными кодами, как у греков, или шестидесятеричных, как у вавилонян. В дальнейшем индийцы использовали счётные доски, приспособленные к позиционной записи. Они разработали полные алгоритмы всех арифметических операций, включая извлечение квадратных и кубических корней.
К V—VI векам относятся труды Ариабхаты, выдающегося индийского математика и астронома. В его труде «Ариабхатиам» встречается множество решений вычислительных задач. В VII веке работал другой известный индийский математик и астроном, Брахмагупта. Начиная с Брахмагупты, индийские математики свободно обращаются с отрицательными числами, трактуя их как долг.
Наибольшего успеха средневековые индийские математики добились в области теории чисел и численных методов. Индийцы далеко продвинулись в алгебре; их символика богаче, чем у Диофанта, хотя несколько громоздка (засорена словами). Геометрия вызывала у индийцев меньший интерес. Доказательства теорем состояли из чертежа и слова «смотри». Формулы для площадей и объёмов, а также тригонометрию они, скорее всего, унаследовали от греков.

## Страны ислама

Омейядский халифат, 720 г.

### VIII век
Исламские завоеватели к VIII веку не только объединили обширные территории, но и связали ранее изолированные друг от друга общества, оживили торговые пути и повысили производительность сельского хозяйства. Стабильность и процветание Арабского халифата, достигнутое при династиях Омейядов и Аббасидов подготовило почву для зарождения и расцвета значительных интеллектуальных движений.
Аббасидский халиф Абу Джафар аль-Мансур первым начал спонсировать переводческое движение в Багдаде. В середине VIII века он принял посольство из Синда, в котором был учёный по имени Канках, привёзший (возможно, заученные наизусть) астрономические и математические тексты, включая тексты Брахмагупты. Они были переведены на арабский язык астрономами при дворе аль-Мансура: Ибрахимом аль-Фазари, Мухаммадом аль-Фазари и Якубом ибн Тариком. При аль-Мансуре на арабский были также переведены «Альмагест» Птолемея и «Начала» Евклидa.

### IX век

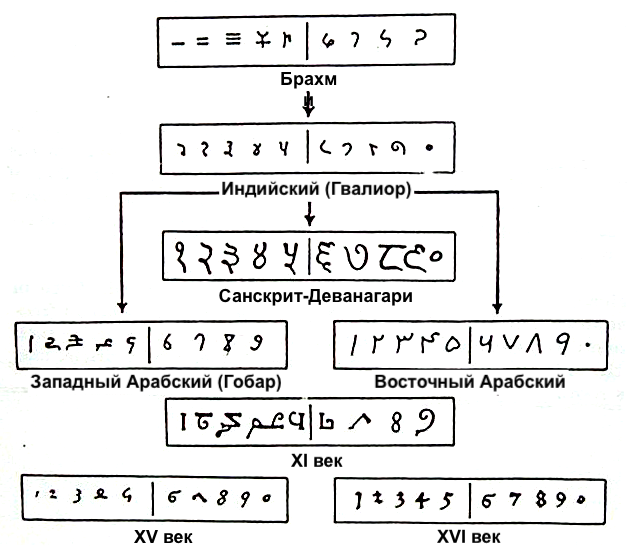
Эволюция арабских цифр

Арабские цифры появились в Индии, но систематическое изложение арифметики, основанной на десятичной позиционной системе счисления, впервые было дано в книге аль-Хорезми «Об индийском счёте». Благодаря его работам от его имени произошёл термин «алгоритм», которым средневековые европейские математики обозначали арифметику, основанную на десятичной позиционной системе счисления.
Также аль-Хорезми написал фундаментальный труд по алгебре «Китаб аль-джебр валь-мукабала», от названия которого произошёл термин «алгебра». Он разработал систематические методы решения линейных и квадратных уравнений, классифицировав их по типам. В отличие от Диофанта, им был введён абстрактный и обобщённый подход к математическим задачам. За то, что он первым рассматривал алгебру как самостоятельную дисциплину и преподавал её в элементарной форме, аль-Хорезми называют отцом и основателем алгебры.
Египетский математик Абу Камил продолжил работы аль-Хорезми по алгебре. Он первым использовал и принимал иррациональные числа в качестве решений и коэффициентов уравнений. Кроме того, Абу Камил преодолел ограничения греческого подхода, отказавшись от принципа однородности: он изображал отрезками и число, и первую, и вторую степень неизвестной.

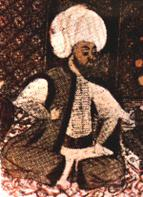
Аль-Кинди

Книга математика аль-Кинди под названием «Трактат о дешифровке криптографических сообщений» положила начало криптоанализу, стала самым ранним известным применением статистического вывода и представила несколько новых методов взлома шифров, в частности частотный анализ. Его работы позднее продолжили Ибн Адлан и Ибн ад-Дурайхим.
Сабит ибн Курра вывел уравнение для нахождения некоторых пар дружественных чисел, что позднее было названо числами Сабита. Также он обобщил теорему Пифагора на произвольные треугольники.
Хабаш аль-Хасиб вывел уравнение Кеплера за 800 лет до Иоганна Кеплера, но наиболее важными его открытиями были функции тангенса и котангенса, и составление их первых таблиц. Его работы продолжил аль-Баттани, который открыл их обратные функции, секанс и косеканс, и составил первую таблицу косекансов для каждого градуса от 1° до 90°.

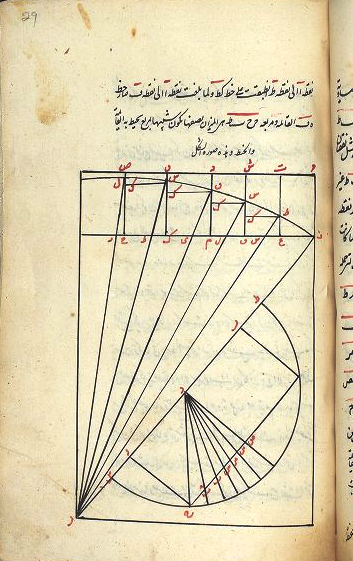
Рукопись XVII-го века книги аль-Караджи XI-го века

### X век
Аль-Фараби призывал исследовать массовые случайные явления и привёл классификацию вероятностей: «невозможное», «редкое возможное», «равновероятное», «возможное в большинстве случаев» и «необходимое» (достоверное). Также в одной из своих задач он намекнул на возможность многомерных обобщений куба.
Сирийский математик аль-Уклидиси в 953 году написал самый ранний из известных текстов, в котором напрямую рассматриваются десятичные дроби. Однако при нём они не получили широкого распространения.
Аль-Караджи был первым, кто систематизировал алгебраические операции с одночленами и многочленами. Он полностью отделил алгебру от геометрии, отбросив греческий подход к математике, основанный преимущественно на геометрии. Также аль-Караджи первым открыл треугольник Паскаля и описал биномиальные коэффициенты. В своих работах он доказывал теоремы с помощью метода математической индукции, хотя и без строгого изложения её принципов.
Абу-л-Вафа впервые использовал для определения тригонометрических функций круг единичного радиуса, как это делается в современной математике. Абу-л-Вафа, ал-Худжанди и ибн Ирак доказали фундаментальную теорему синусов для произвольного сферического треугольника, что позволило заменить в астрономических расчётах греческую теорему Менелая. В другом трактате ибн Ирака сформулирована и доказана теорема синусов для плоского треугольника, также он ввёл полярный треугольник.
Математик и один из первых историков науки Ахмад ас-Сагани сравнивает достижения своих современников и их предшественников (вавилонян, египтян, греков и индийцев) следующим образом:

Древним принадлежит заслуга случайного открытия фундаментальных принципов и создания базовых концепций. Современные же учёные преуспели в разработке научных деталей, упрощении сложных задач, систематизации разрозненных данных и последовательном изложении существующего материала. Достижения древних обусловлены прежде всего их историческим первенством, а не какими-либо особыми природными способностями или интеллектом. При этом многое осталось ими не замеченным и впоследствии было открыто современными учёными, которым древние оставили обширное поле для исследований.

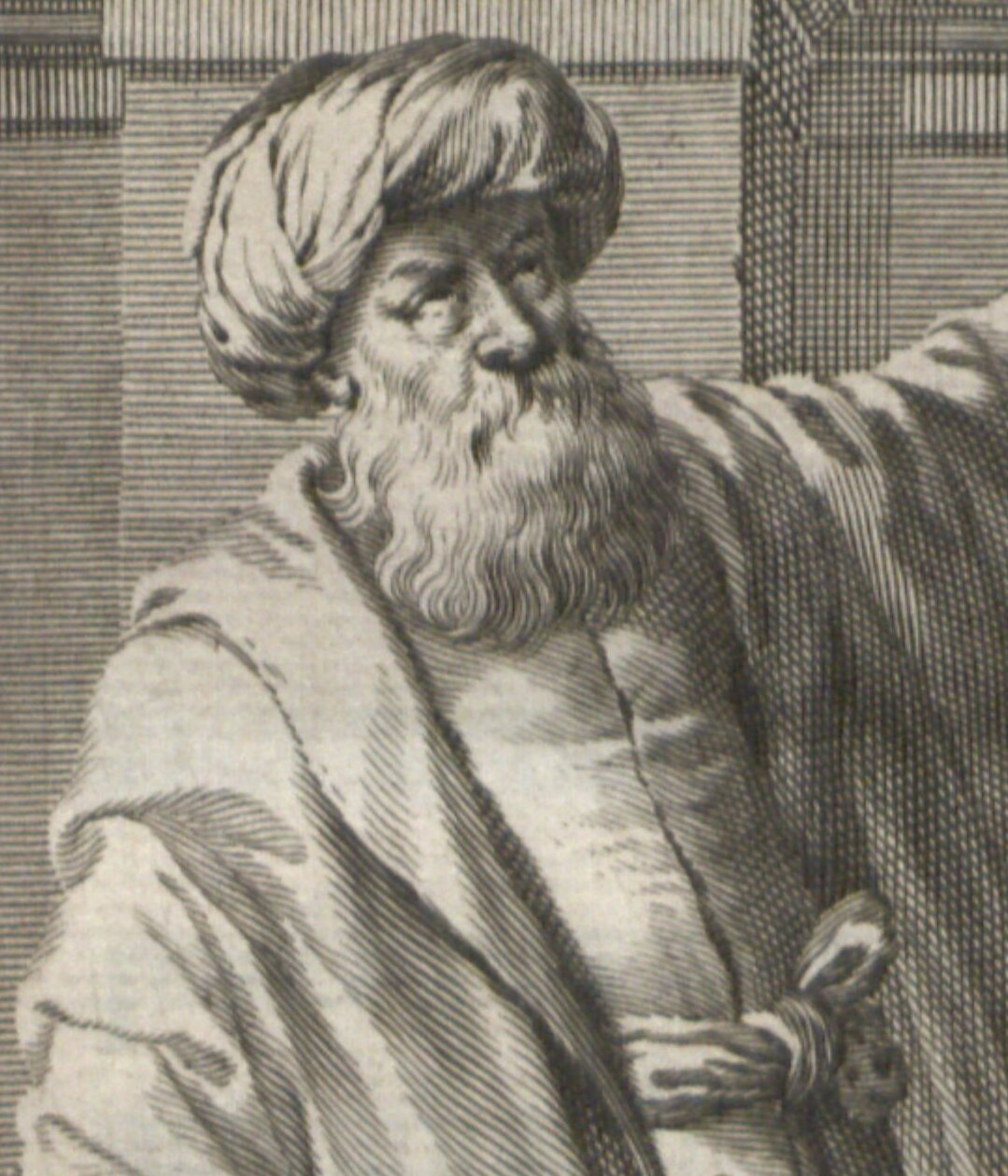
Портрет Ибн аль-Хайсама из «Селенографии» Гевелия

Оригинальный текст (англ.)The ancients distinguished themselves through their chance discovery of basic principles and the invention of ideas. The modern scholars, on the other hand, distinguish themselves through the invention of a multitude of scientific details, the simplification of difficult (problems), the combination of scattered (information), and the explanation of (material which already exists in) coherent (form). The ancients came to their particular achievements by virtue of their priority in time, and not on account of any natural qualification and intelligence. Yet, how many things escaped them which then became the original inventions of modern scholars, and how much did the former leave for the latter to do.

### XI век
Ибн аль-Хайсам был первым математиком, который вывел формулу для суммы четвёртых степеней, используя метод, который легко обобщается для определения общей формулы суммы любых целых степеней. Фактически он уже применял интегрирование многочленов для вычисления объёмов, однако его не интересовали многочлены выше четвёртой степени. Также он впервые сформулировал теорему Вильсона.
Аль-Бируни впервые чётко сформулировал и применил метод квадратичной интерполяции, а также систематически применял линейную интерполяцию.
На западе исламского мира, в Андалусии, Ибн Муаз аль-Джайяни написал первый известный трактат по сферической тригонометрии, а эмир Сарагосы Юсуф аль-Мутамид впервые сформулировал и доказал теорему Чевы.
Персидский математик Омар Хайям внёс значительный вклад в теорию кубических уравнений, предложив решения геометрическим методом и классифицировав их на 14 типов. В своей книге он дал первое дошедшее до нас определение алгебры как науки. Также Хайям теоретически обосновал расширение понятия «числа» до положительного действительного числа. А в ходе своих попыток доказать V постулат Евклида, им были доказаны первые теоремы геометрий Лобачевского и Римана.

### XII век
Марокканский математик аль-Хасар разработал современное символьное математическое обозначение для дробей, где числитель и знаменатель разделены горизонтальной чертой.
Шараф ад-Дин Ат-Туси предложил идею функций, хотя и не в явной форме. Он также выяснил, какие условия необходимо соблюдать, чтобы кубические уравнения имели два решения, одно решение или не имели решений вовсе. Он разработал концепцию производной функции и экстремумов кривой для решения кубических уравнений, которые могут не иметь положительных значений. Шараф ад-Дин понял важность дискриминанта кубического уравнения для нахождения алгебраических решений.

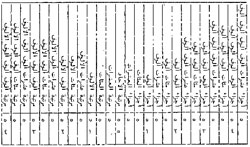
Иллюстрация из алгебраического труда аль-Самуала

Аль-Самуал первым определил {\displaystyle x^{0}=1} и дал правило произведения любых двух одночленов целых степеней. И Шараф ад-Дин Ат-Туси, и аль-Самуал использовали подход, который позднее стал известен как метод «Руффини — Горнера». Шараф ад-Дин — для численной аппроксимации корня кубического уравнения, аль-Самуал — в более общем виде.
Появляются переводы трудов аль-Хорезми, Сабита ибн Курры, аль-Баттани, аль-Кинди, аль-Фараби и Ибн аль-Хайсама на латынь, что даёт начало математической революции в Европе. Появляются также первые переводы, а также первые научные и философские книги на иврите.

### XIII век
Отец итальянца Леонардо Пизанского, будучи торговцем, перевозит сына в Алжир для изучения математики у арабских учителей. Опираясь на алгебраические методы и практические примеры аль-Хорезми, Абу Камиля и Ахмеда ибн Юсуфа, Леонардо Пизанский создаёт революционные для Европы труды по математике.

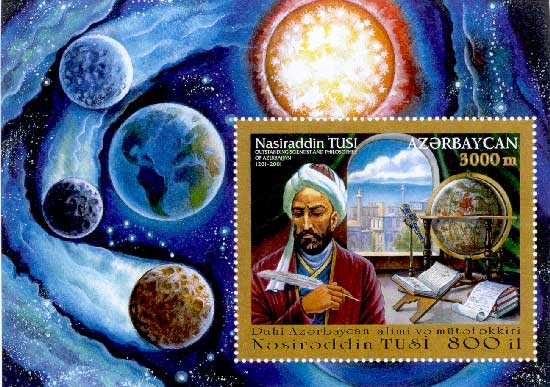
Почтовый блок Азербайджана, посвящённый 800-летию со дня рождения Насир ад-Дина ат-Туси

Насир ад-Дин ат-Туси в 1260 году пишет «Трактат о полном четырёхстороннике», в котором тригонометрия впервые была представлена как самостоятельная наука. Трактат содержит полное и целостное построение всей тригонометрической системы, а также способы решения типичных задач, в том числе труднейших, решённых самим ат-Туси. Ему принадлежит также первое известное нам описание извлечения корня любой степени; оно опирается на правило разложения бинома.
К концу XIII века математиками исламского мира были открыты все фундаментальные теоремы тригонометрии:
 — Выражение любой тригонометрической функции через любую другую.
 — Формулы для синусов и косинусов кратных и половинных углов, а также для суммы и разности углов.
 — Теоремы синусов и косинусов.
 — Решение плоских и сферических треугольников
Камал ад-Дин аль-Фариси развил идею разложения чисел на простые множители, доказав существование конечного разложения. Тем самым он впервые сформулировал и обосновал основную теорему арифметики.

### XIV век
В XIV веке исламский мир переживал сложный период после монгольского нашествия, которое началось в XIII веке и привело к разрушению крупнейших научных центров, таких как Багдад, Мерв, Нишапур. Этот век стал временем относительного упадка математики по сравнению с предыдущими столетиями. Это было связано с разрушением образовательных центров, ослаблением интеллектуальных связей, политической нестабильностью и экономическими трудностями. Среди немногочисленных математиков этого периода можно отметить ат-Туркистани, Али аль-Джурджани и ан-Найсабури.
Одновременно с этим в Андалусии мусульмане утратили другой крупнейший научный центр — Кордову, которая перешла в руки крестоносцев. Последним известным оригинальным математиком на западе исламского мира считается Ибн аль-Банна. Он оставил ряд трудов по алгебре, арифметике, комбинаторике, а также одним из первых ввёл алгебраическую символику, в то время как в Европе она была разработана Виетом лишь 250 лет спустя.

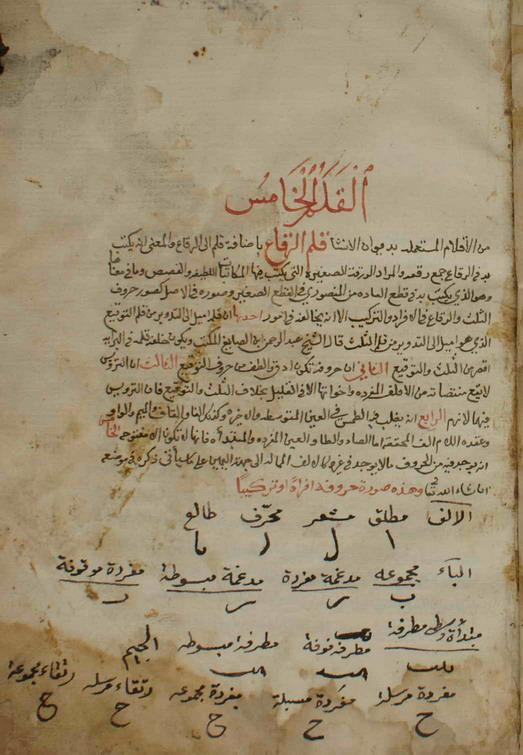
Рукопись «Субх аль-аша»

### XV век
Египетский полимат аль-Калкашанди в 1412 году опубликовал первый в истории труд по криптологии, объединив одновременно криптографию и криптоанализ. В своём труде «Субх аль-аша» он впервые описал методы шифрования, включая подстановку, перестановку и полиалфавитный шифр, где одной букве соответствует несколько вариантов замены. Он также предложил новые методы криптоанализа, такие как использование таблиц частотности букв и анализ невозможных сочетаний букв.
В XV веке общий упадок в математике и других науках на некоторое время прерывается Тимуридским Ренессансом в Центральной Азии. В обсерватории Улугбека видные научные деятели, такие как Кази-заде ар-Руми, Аль-Каши, Улугбек и Али аль-Кушчи занимаются развитием астрономии и математики.
В 1424 году тимуридский математик аль-Каши вычислил число π с рекордной точностью в 16 знаков после запятой. Более точного результата в Европе смогли достичь только через 180 лет. Кроме того, аль-Каши предложил итерационный метод решения задачи трисекции угла, с помощью которого установил ещё один рекорд — вычисление sin 1° с точностью до 18 знаков после запятой. Его итерационный метод позволял быстро численно решить многие кубические уравнения. В 1427 году аль-Каши завершил свой труд «Ключ к арифметике», в котором систематически изложил повторно открытые им десятичные дроби.
Другой тимуридский математик, Али Кушчи, переехал из Самарканда в Стамбул и привёз с собой некоторые рукописи из обсерватории Улугбека. Благодаря нему десятичные дроби начали преподавать в медресе Айя София и они получили некоторое распространение в Османской империи. В 1472 году он написал «Мухаммедов трактат по арифметике», перевод которого на латинский впервые в Европе содержал термины positivus и negativus (положительный и отрицательный). Его ученик Низам-ад-дин аль-Бирджанди продолжил его работы в Сефевидском государстве.

### XVI век

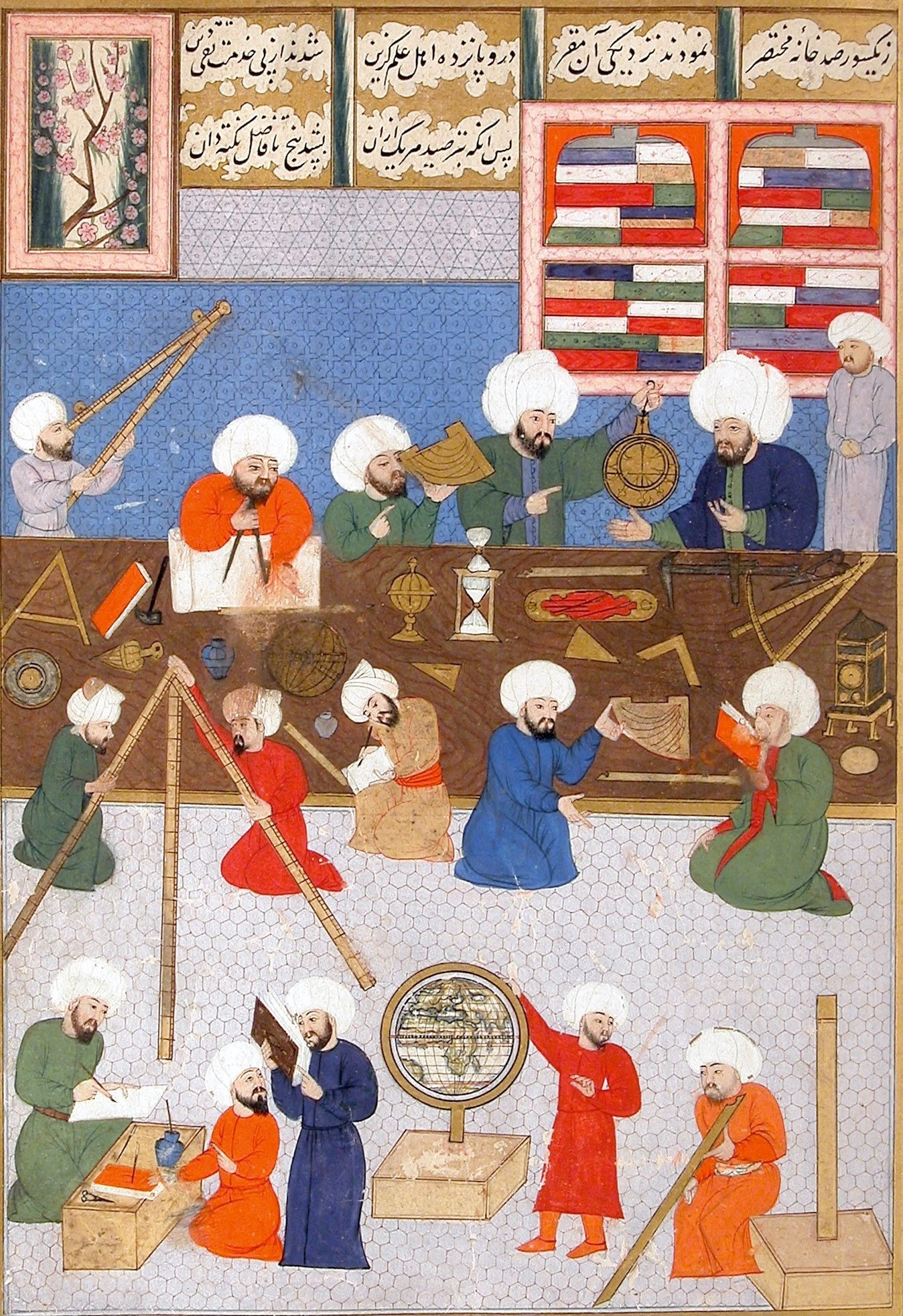
Османские астрономы работают вокруг Такиюддина в Стамбульской обсерватории

В Османской империи Такиюддин аш-Шами впервые использовал десятичные дроби для тригонометрических функций и составил соответствующие таблицы с высокой точностью. Ибн Хамза пришёл к ключевой идее для открытия концепции логарифма. Как и европейские математики, в своей работе он для удобства сопоставил с помощью специальной таблицы арифметическую и геометрическую прогрессии. Это позволило ему преобразовывать сложные операции умножения и деления в более простые сложение и вычитание. Однако до конца эту идею он не довёл.
В Сефевидском государстве Мухаммад Бакир Язди открыл пару дружественных чисел 9 363 584 и 9 437 056. Математик Баха-ад-дин аль-Амили составил трактат «Сущность арифметики», который опирался на многовековые достижения математиков исламского мира, включая «Ключ к арифметике» аль-Каши, и был одним из самых влиятельных учебников по математике в Центральной Азии вплоть до XX века.
В XVI веке европейцы продолжали импортировать научные труды с исламского Востока. Однако перевод этих трудов уже не всегда был необходим — европейские учёные умели читать арабские тексты и в оригинале. Учебники по математике исламских авторов использовали в европейских университетах вплоть до конца эпохи Возрождения.
С эпохой европейского колониализма государства, в которых находились научные центры исламского мира, столкнулись со значительным сокращением доходов от торговли, инфляцией из-за колоссального притока драгоценных металлов из европейских колоний и усилившейся конкуренцией со стороны европейских держав. Сложившаяся научная традиция в исламском мире начала стремительно угасать.

## Европа

### IV—XII века

В V веке наступил конец Западной Римской империи, и территория Западной Европы надолго превратилась в поле непрестанных сражений с завоевателями и разбойниками (гунны, готы, венгры, арабы, норманны и т. п.). Развитие науки прекратилось. Потребность в математике ограничивается арифметикой и расчётом календаря церковных праздников, причём арифметика изучается по древнему учебнику Никомаха Геразского в сокращённом переводе Боэция на латинский.
Среди немногих высокообразованных людей можно отметить ирландца Бе́ду Достопочтенного (он занимался календарём, пасхалиями, хронологией, теорией счёта на пальцах) и монаха Герберта, с 999 года — римского папы под именем Сильвестр II, покровителя наук; ему приписывают авторство нескольких трудов по астрономии и математике. Популярный сборник занимательных математических задач издал в VIII веке англосаксонский поэт и учёный Алкуин.
Стабилизация и восстановление европейской культуры начинаются с XI века. Появляются первые университеты (Салерно, Болонья). Расширяется преподавание математики: в традиционный квадривиум входили арифметика, геометрия, астрономия и музыка.
В 1136 году новгородский монах Кирик написал математико-астрономическое сочинение с подробным расчётом даты сотворения мира. Помимо хронологических расчётов, Кирик привёл пример геометрической прогрессии, возникающей от деления суток на всё более мелкие доли; на одной миллионной Кирик остановился, заявив, что «более сего не бывает»[2].
Первое знакомство европейских учёных с античными открытиями происходило в Испании. В XII веке там переводятся с греческого и арабского на латинский основные труды греческих и исламских учёных. В конце XII века на базе нескольких монастырских школ создаётся Парижский университет, где обучаются тысячи студентов со всех концов Европы; почти одновременно возникают Оксфорд и Кембридж в Британии.

### XIII—XV века

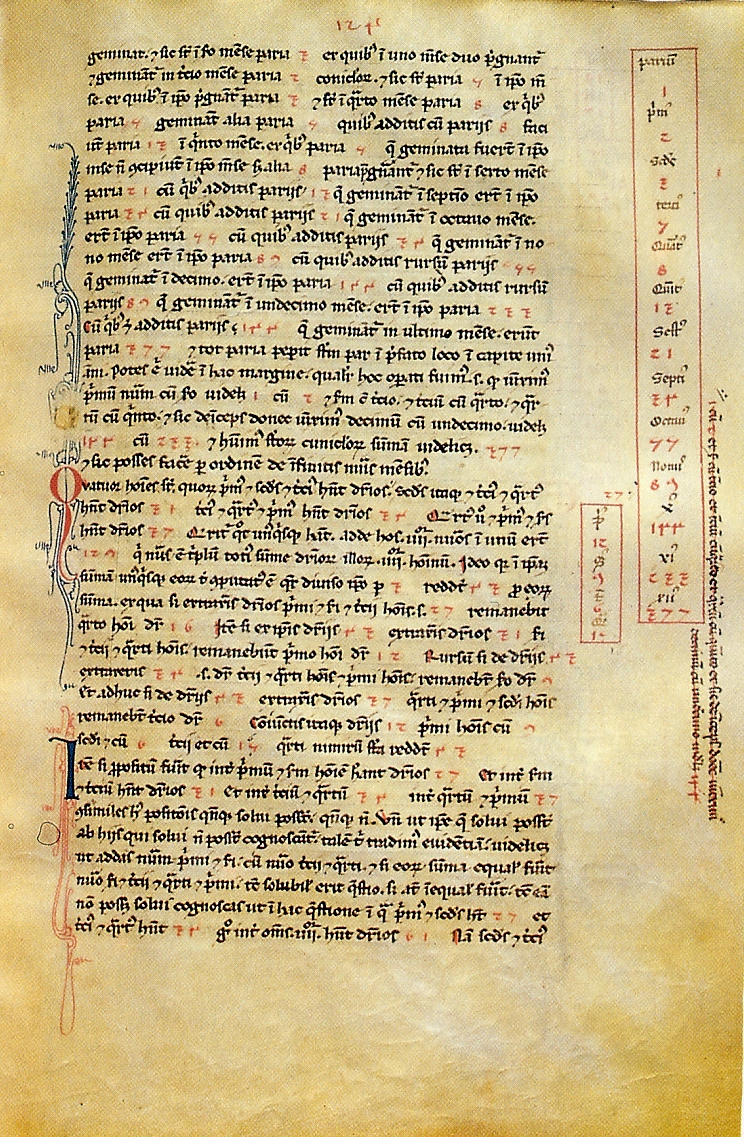
Страница из «Книги абака»

Первым крупным математиком средневековой Европы стал в XIII веке Леонардо Пизанский, известный под прозвищем Фибоначчи. Основной его труд: «Книга абака» (1202 год, второе переработанное издание — 1228 год). Абаком Леонардо называл арифметические вычисления. Фибоначчи был хорошо знаком с достижениями своих предшественников и систематизировал значительную их часть в своей книге. Он изложил арифметику и алгебру уравнений с исключительной строгостью и полнотой, опередив своё время. Его книга оказала огромное влияние на распространение математических знаний, популярность индо-арабских цифр и десятичной системы в Европе.
Публикуются первые в Европе изложения десятичной позиционной системы записи чисел и начинается её применение. С XIV века арабские цифры начинают вытеснять римские даже на могильных плитах. Только в астрономии ещё долго применялась шестидесятеричная вавилонская арифметика.
В книгах «Арифметика» и «О данных числах» Иордана Неморария усматриваются зачатки символической алгебры, до поры до времени не отделившейся от геометрии. В это же время Роберт Гроссетест и Роджер Бэкон призывают к созданию экспериментальной науки, которая на математическом языке сможет описать природные явления.
В XIV веке главным местом научного обмена становится Византия. Особенно охотно переводились и издавались «Начала» Евклида; постепенно они обрастали комментариями местных геометров. Однако за всю послеантичную историю Византии был лишь один относительно крупный математик — Максим Плануд, комментатор Диофанта и популяризатор десятичной системы.

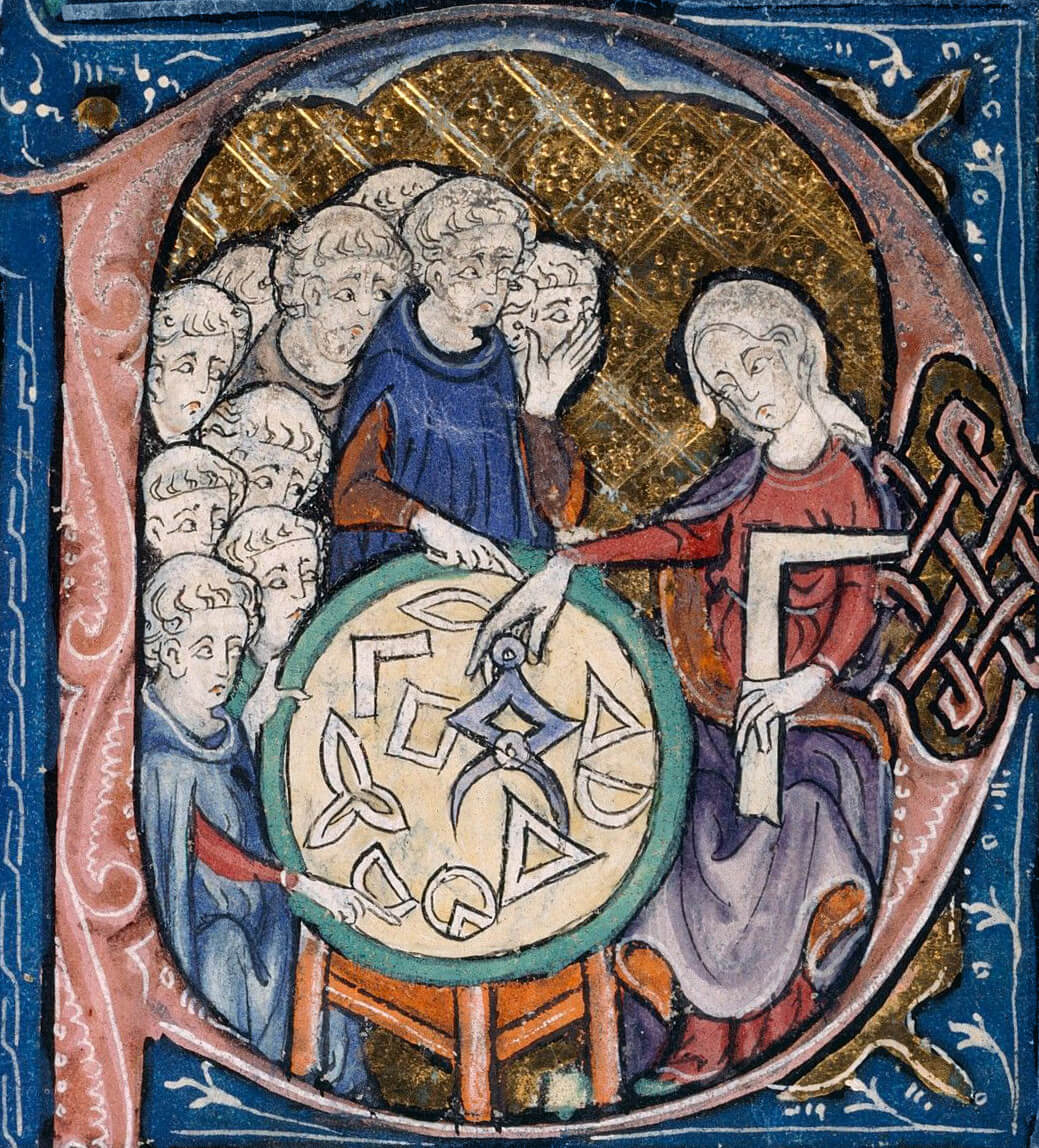
Латинский перевод «Начал» Евклида (XIV век)

Университеты появляются почти во всех крупных странах Европы (Прага, Краков, Вена, Гейдельберг, Лейпциг, Базель и др.). Философы из Оксфордского Мертон-Колледжа, входившие в группу так называемых оксфордских калькуляторов, развивали логико-математическое учение об усилении и ослаблении качеств. Другой вариант этого же учения развивал в Сорбонне Николай Орем. Он ввёл изображение зависимости с помощью графика, исследовал сходимость рядов. В алгебраических трудах он рассматривал дробные показатели степени.
Видный немецкий математик и астроном XV века Иоганн Мюллер напечатал первый в Европе труд, специально посвящённый тригонометрии. По сравнению с арабскими источниками нового немного, но надо особо отметить систематичность и полноту изложения. Крупнейший алгебраист XV века Лука Пачоли дал ясный (хотя не слишком удобный) набросок алгебраической символики.

### XVI век

Математики XVI века, средневековая миниатюра

XVI век стал переломным для европейской математики. Полностью усвоив достижения предшественников, она несколькими мощными рывками вырвалась далеко вперёд.
Первым крупным достижением стало открытие общего метода решения уравнений третьей и четвёртой степени. Итальянские математики дель Ферро, Тарталья и Феррари решили проблему, с которой несколько веков не могли справиться лучшие математики мира. При этом обнаружилось, что в решении иногда появлялись «невозможные» корни из отрицательных чисел. После анализа ситуации европейские математики назвали эти корни «мнимыми числами» и выработали правила обращения с ними, приводящие к правильному результату. Так в математику впервые вошли комплексные числа.
В 1585 году фламандец Симон Стевин издаёт книгу «Десятая» о правилах действий с десятичными дробями, после чего десятичная система одерживает окончательную победу и в области дробных чисел. Десятичный разделитель тогда ещё не придумали, и Стевин для ясности указывал над каждой цифрой (или после неё) заключённый в кружок её номер разряда, положительный для целой части, отрицательный для мантиссы. Применение запятой при записи дробей впервые встречается в 1592 году.
Стевин также провозгласил полное равноправие рациональных и иррациональных чисел, а также (с некоторыми оговорками) и отрицательных чисел.
Важнейший шаг к новой математике сделал француз Франсуа Виет. В своей книге «Введение в аналитическое искусство», изданной в 1591 году, он окончательно сформулировал символический метаязык арифметики — буквенную алгебру. С её появлением открылась возможность проведения исследований невиданной ранее глубины и общности. В этой книге Виет показал примеры мощи нового метода, найдя знаменитые формулы Виета. Символика Виета ещё не была похожа на принятую ныне, современный её вариант позднее предложил Декарт.
Одновременно растёт престиж математики, в изобилии появляется множество практических задач, требующих решения — в артиллерии, мореплавании, строительстве, промышленности, гидравлике, астрономии, картографии, оптике и др. И, в отличие от античности, учёные Возрождения не чурались таких задач. Чистых математиков-теоретиков фактически не было. Появляются первые Академии наук. В XVI—XVII веках роль университетской науки падает, появляется множество учёных-непрофессионалов: Стевин — военный инженер, Виет и Ферма — юристы, Дезарг и Рен — архитекторы, Лейбниц — чиновник, Непер, Декарт, Паскаль — частные лица.

### XVII век

Геометрические измерения (XVII век)

В XVII веке быстрое развитие математики продолжается, и к концу века облик науки коренным образом меняется.

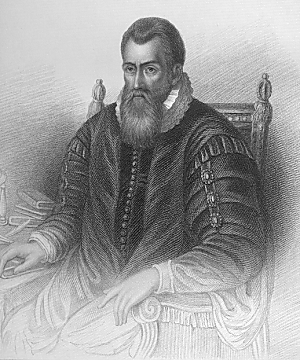
Джон Непер

Первое великое открытие XVII века — изобретение логарифмов. В 1614 году шотландский математик-любитель Джон Непер опубликовал на латинском языке сочинение под названием «Описание удивительной таблицы логарифмов» (лат. Mirifici Logarithmorum Canonis Descriptio). В нём было краткое описание логарифмов и их свойств, а также 8-значные таблицы логарифмов синусов, косинусов и тангенсов, с шагом 1'. Термин логарифм, предложенный Непером, утвердился в науке. Теорию логарифмов Непер изложил в другой своей книге «Построение удивительной таблицы логарифмов» (лат. Mirifici Logarithmorum Canonis Constructio), изданной посмертно в 1619 году его сыном Робертом. Сложные расчёты упростились во много раз, а математика получила новую неклассическую функцию с широкой областью применения.
Рене Декарт в трактате «Геометрия» (1637) исправил стратегическую ошибку античных математиков и восстановил алгебраическое понимание числа (вместо геометрического). Более того, он указал способ перевода геометрических утверждений на алгебраический язык (с помощью системы координат), после чего исследование становится намного проще и эффективнее. Так родилась аналитическая геометрия. Декарт рассмотрел множество примеров, иллюстрирующих огромную мощь нового метода, и получил немало результатов, неизвестных древним. Особо следует отметить разработанную им математическую символику, близкую к современной.
Аналитический метод Декарта немедленно взяли на вооружение Валлис, Ферма и многие другие видные математики.
Пьер Ферма, Гюйгенс и Якоб Бернулли создали новый раздел математики, которому было суждено большое будущее — теорию вероятностей. Якоб Бернулли сформулировал первую версию закона больших чисел.

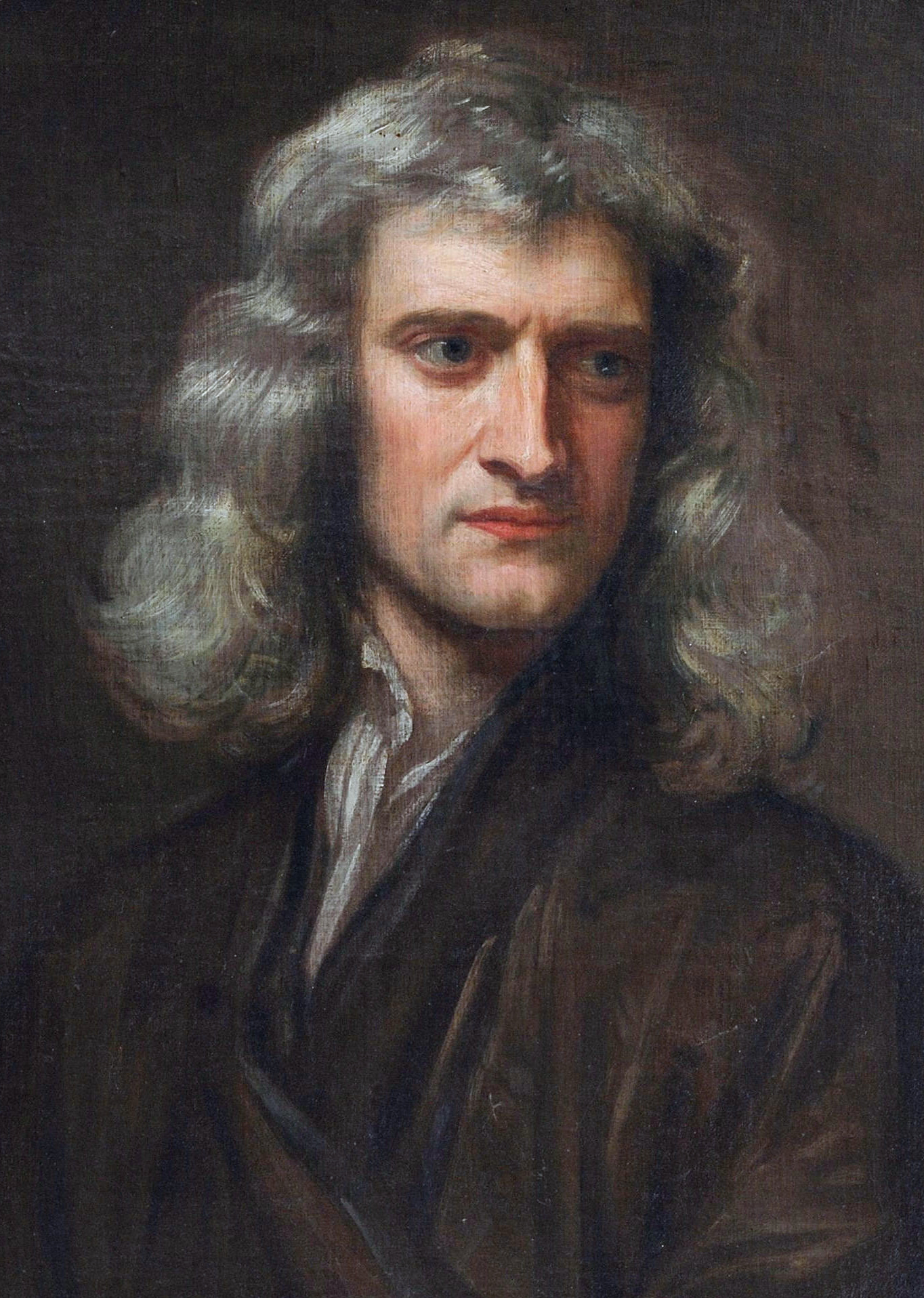
Исаак Ньютон

И, наконец, появилась не очень чёткая, но глубокая идея — анализ произвольных гладких кривых с помощью разложения их на бесконечно малые отрезки прямых. Первой реализацией этой идеи был во многом несовершенный метод неделимых (Кеплер, Кавальери, Ферма), и уже с его помощью было сделано множество новых открытий. В конце XVII века идея неделимых была существенно расширена Ньютоном и Лейбницем, и появился исключительно могучий инструмент исследования — математический анализ. Это математическое направление стало основным в следующем, XVIII веке.
Теория отрицательных чисел всё ещё находилась в стадии становления. Оживлённо обсуждалась, например, странная пропорция {\displaystyle 1:(-1)=(-1):1} — в ней первый член слева больше второго, а справа — наоборот, и получается, что большее равно меньшему («парадокс Арно»).
Комплексные числа считались фиктивными, «мнимыми», правила действий с ними не были окончательно отработаны. Более того, было неясно, все ли «мнимые числа» можно записать в виде a+bi или, скажем, при извлечении некоторого корня могут появиться мнимости, не сводящиеся к этой форме (так полагал даже Лейбниц). Только в XVIII веке Даламбер и Эйлер установили, что комплексные числа замкнуты относительно всех операций, включая извлечение корня любой степени.
Во второй половине XVII века появляется научная периодика, ещё не специализированная по видам наук. Начало положили Лондон и Париж, но особо важную роль сыграл журнал Acta Eruditorum (1682, Лейпциг, на латинском языке). Французская Академия наук издаёт свои записки (Memoires) с 1699 года. Выходили эти журналы редко, и переписка продолжала оставаться незаменимым средством распространения информации.

### XVIII век
XVIII век в математике можно кратко охарактеризовать как век анализа, который стал главным объектом приложения усилий математиков. Способствуя бурному развитию естественных наук, анализ, в свою очередь, прогрессировал сам, получая от них всё более и более сложные задачи. На стыке этого обмена идеями родилась математическая физика.
Критика метода бесконечно малых за плохую обоснованность быстро смолкла под давлением триумфальных успехов нового подхода. В науке, благодаря Ньютону, царила механика — все прочие взаимодействия считались вторичными, следствиями механических процессов. Развитие анализа и механики происходили в тесном переплетении; первым это объединение осуществил Эйлер, который убрал из ньютоновской механики архаичные конструкции и подвёл под динамику аналитический фундамент (1736). С этого момента механика стала прикладным разделом анализа. Процесс завершил Лагранж, чья «Аналитическая механика» демонстративно не содержит ни одного чертежа. Одновременно анализ алгебраизировался и окончательно (начиная с Эйлера) отделился от геометрии и механики.
Главным методом познания природы становится составление и решение дифференциальных уравнений. После динамики точки настал черёд динамики твёрдого тела, затем — жидкости и газа. Прогрессу в этой области немало способствовал спор о струне, в котором участвовали ведущие математики Европы.
Теория тяготения Ньютона поначалу встречала трудности в описании движения Луны, однако работы Клеро, Эйлера и Лапласа ясно показали, что никаких дополнительных сил, кроме ньютоновских, в небесной механике нет.
Анализ распространяется на комплексную область. Аналитическое продолжение большинства функций проблем не вызвало, и были обнаружены неожиданные связи между стандартными функциями (формула Эйлера). Затруднения встретились для комплексного логарифма, но Эйлер их успешно преодолел. Были введены конформные отображения, высказана гипотеза о единственности аналитического продолжения. Комплексные функции нашли даже применение в прикладных науках — гидродинамике, теории колебаний (Даламбер, Эйлер).

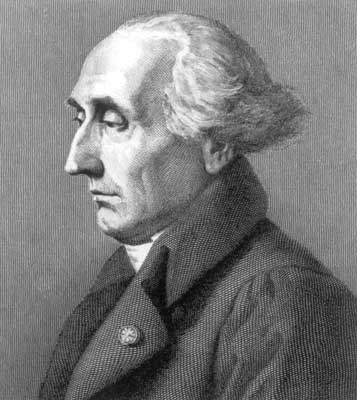
Жозеф Луи Лагранж

Далеко продвинулись теория и техника интегрирования. Входят в широкое употребление кратные интегралы (Эйлер, Лагранж), причём не только в декартовых координатах. Появляются и поверхностные интегралы (Лагранж, Гаусс). Усиленно разрабатывается теория дифференциальных уравнений, как обыкновенных, так и в частных производных. Математики проявляют исключительную изобретательность при решении дифференциальных уравнений в частных производных, для каждой задачи изобретая свои методы решения. Сформировалось понятие краевой задачи, возникли первые методы её решения.
В конце XVIII века было положено начало общей теории потенциала (Лагранж, Лаплас, Лежандр). Для тяготения потенциал ввёл Лагранж (1773, термин предложил Грин в 1828 году). Вскоре Лаплас обнаружил связь потенциала с уравнением Лапласа и ввёл важный класс ортогональных сферических функций.
Возникают многообещающее вариационное исчисление и вариационные принципы физики (Эйлер, Лагранж).

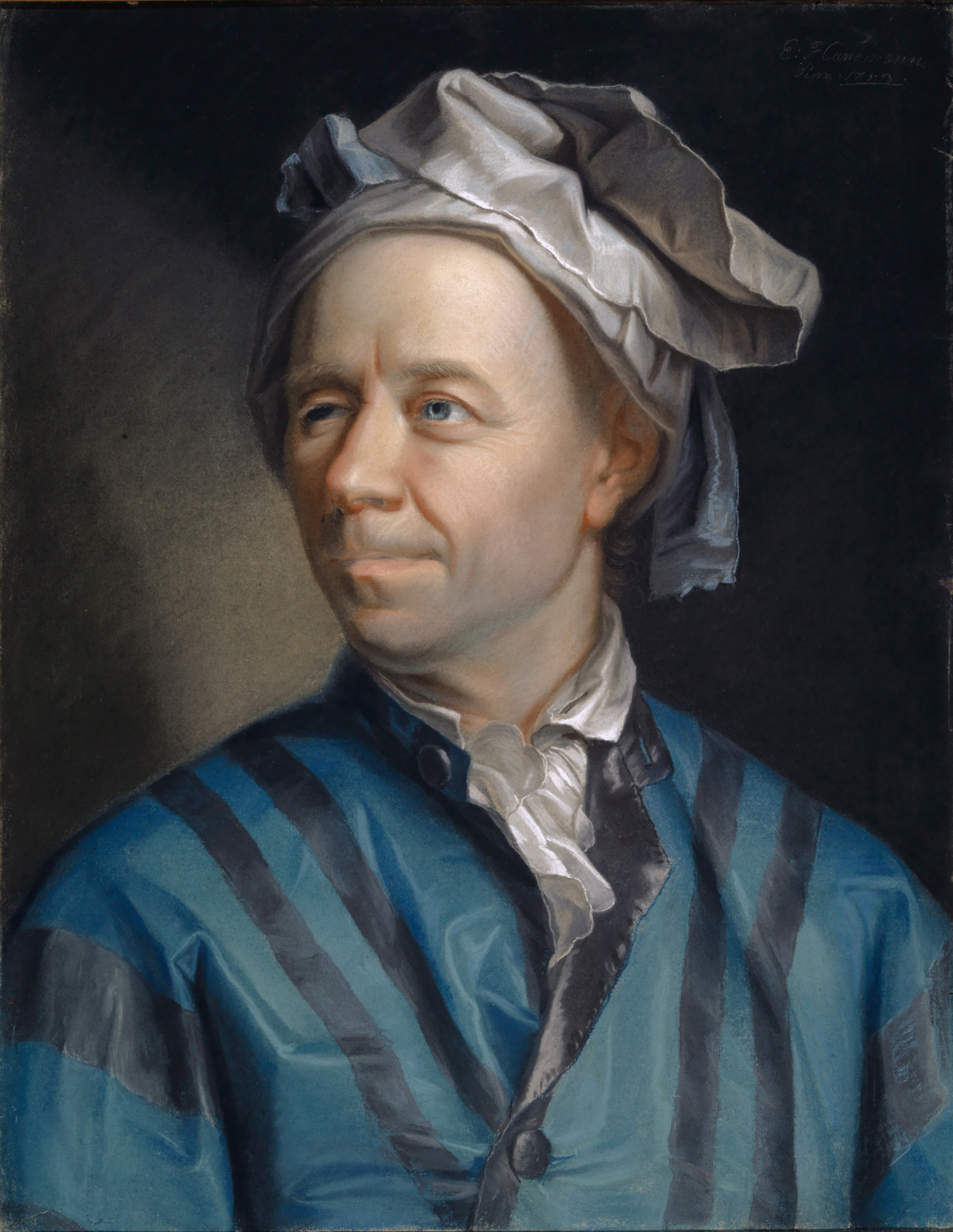
Леонард Эйлер

Лидером математиков XVIII века был Эйлер, чей исключительный талант наложил отпечаток на все основные математические достижения столетия. Именно он сделал из анализа совершенный инструмент исследования. Эйлер существенно обогатил ассортимент функций, разработал технику интегрирования, далеко продвинул практически все области математики. Наряду с Мопертюи он сформулировал принцип наименьшего действия как высший и универсальный закон природы.
В теории чисел окончательно легализуются мнимые числа, хотя полная теория их ещё не создана. Доказана (ещё не вполне строго) основная теорема алгебры. Эйлер разработал теорию делимости целых чисел и теорию сравнений (вычетов), завершённую Гауссом. Эйлер ввёл понятие первообразного корня, доказал его существование для любого простого числа и нашёл количество первообразных корней, открыл квадратичный закон взаимности. Он и Лагранж опубликовали общую теорию цепных дробей, и с их помощью решили немало задач диофантова анализа. Эйлер также обнаружил, что в ряде задач теории чисел можно применить аналитические методы.

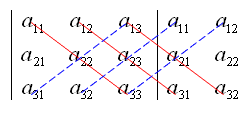
Подсчёт определителя по Крамеру

Стремительно развивается линейная алгебра. Первое подробное описание общего решения линейных систем дал в 1750 году Габриэль Крамер. Близкую к современной символику и глубокий анализ определителей дал Александр Теофил Вандермонд (1735—1796). Лаплас в 1772 году дал разложение определителя по минорам. Теория определителей быстро нашла множество приложений в астрономии и механике (вековое уравнение), при решении алгебраических систем, исследовании форм и т. д.
В алгебре назревают новые идеи, завершившиеся уже в XIX веке теорией Галуа и абстрактными структурами. Лагранж при исследовании уравнений пятой степени и выше вплотную подходит к теории Галуа (1770), выяснив, что «истинная метафизика уравнений — теория подстановок».
В геометрии появляются новые разделы: дифференциальная геометрия кривых и поверхностей, начертательная геометрия (Монж), проективная геометрия (Лазар Карно).

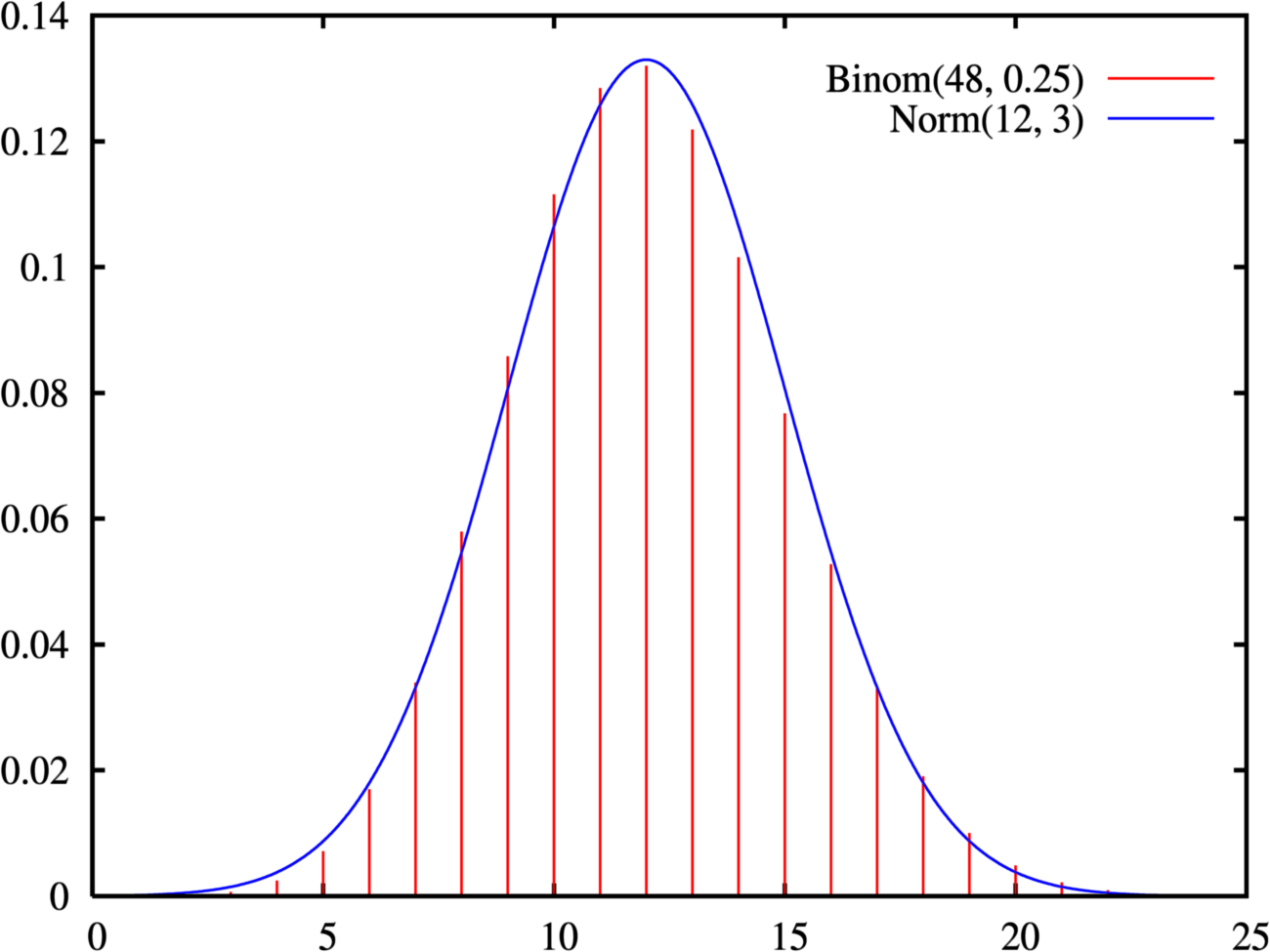
Нормальное и биномиальное распределения

Теория вероятностей перестаёт быть экзотикой и доказывает свою полезность в самых неожиданных областях человеческой деятельности. Де Муавр и Даниил Бернулли открывают нормальное распределение. Возникают вероятностная теория ошибок и научная статистика. Классический этап развития теории вероятностей завершили работы Лапласа. Однако приложения её к физике тогда ещё почти отсутствовали (не считая теории ошибок).
Центрами математических исследований становятся Академии наук, по большей части государственные. Значение университетов невелико (исключая страны, где академий ещё нет), физико-математические факультеты всё ещё отсутствуют. Ведущую роль играет Парижская академия. Английская школа после Ньютона обособляется и на целый век снижает научный уровень; число видных математиков в Англии XVIII века невелико — де Муавр (французский эмигрант-гугенот), Котс, Тейлор, Маклорен, Стирлинг.
Математики становятся профессионалами, любители почти исчезают со сцены.
В конце XVIII века появляются специализированные математические журналы, увеличивается интерес к истории науки. Выходит двухтомная «История математики» Монтюкла (посмертно переизданная и дополненная до 4 томов). Расширяется издание научно-популярной литературы.

## Россия
В 1701 году императорским указом была учреждена в Сухаревой башне математически-навигацкая школа, где преподавал Л. Ф. Магницкий. По поручению Петра I он написал (на церковно-славянском) известный учебник арифметики (1703), а позже издавал навигационные и логарифмические таблицы. Учебник Магницкого для того времени был исключительно добротным и содержательным. Автор тщательно отобрал всё лучшее, что было в существовавших тогда учебниках, и изложил материал ясно, с многочисленными примерами и пояснениями.
Мощным толчком к развитию российской науки послужили реформы М. М. Сперанского. В начале XIX века было создано Министерство народного просвещения, возникли учебные округа, и гимназии стали открываться во всех крупных городах России. При этом содержание курса математики было довольно обширным — алгебра, тригонометрия, приложения к физике и др.
В XIX веке молодая российская математика уже выдвинула учёных мирового уровня.
Первым из них стал Михаил Васильевич Остроградский. Как и большинство российских математиков до него, он разрабатывал преимущественно прикладные задачи анализа. В его работах исследуется распространение тепла, волновое уравнение, теория упругости, электромагнетизм. Занимался также теорией чисел. Академик пяти мировых академий. Важные прикладные работы выполнил Виктор Яковлевич Буняковский — чрезвычайно разносторонний математик, изобретатель, признанный авторитет по теории чисел и теории вероятностей, автор фундаментального труда «Основания математической теории вероятностей».

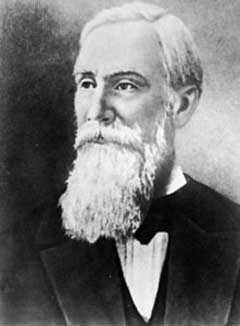
Пафнутий Львович Чебышёв

Фундаментальными вопросами математики в России первой половины XIX века занялся только Николай Иванович Лобачевский, который выступил против догмата евклидовости пространства. Он построил геометрию Лобачевского и глубоко исследовал её необычные свойства. Лобачевский настолько опередил своё время, что был оценён по заслугам только спустя много лет после смерти.
Несколько важных открытий общего характера сделала Софья Ковалевская. Она стала первой в мире и в истории женщиной — профессором математики. В 1874 г. в Гёттингенском университете она защитила диссертацию «К теории дифференциальных уравнений» и получила степень доктора философии. В 1881 г. её избрали в члены Московского математического общества в должности приват-доцента. В 1889 г. Софья Ковалевская получила большую премию Парижской академии за исследование о вращении тяжёлого несимметричного волчка.
Во второй половине XIX века российская математика, при общем прикладном уклоне, публикует и немало фундаментальных результатов. Пафнутий Львович Чебышёв, математик-универсал, сделал множество открытий в самых разных, далёких друг от друга, областях математики — теории чисел, теории вероятностей, теории приближения функций. Андрей Андреевич Марков известен первоклассными работами по теории вероятностей, однако получил выдающиеся результаты и в других областях — теории чисел и математическом анализе. К концу XIX века формируются две активные отечественные математические школы — московская и петербургская.

## XIX век
Неоспоримая эффективность применения математики в естествознании подталкивала учёных к мысли, что математика, так сказать, встроена в мироздание, является его идеальной основой. Другими словами, познание в математике есть часть познания реального мира. Многие учёные XVII—XVIII веков в этом и не сомневались. Но в XIX веке эволюционное развитие математики было нарушено, и этот, казавшийся непоколебимым, тезис был поставлен под сомнение.

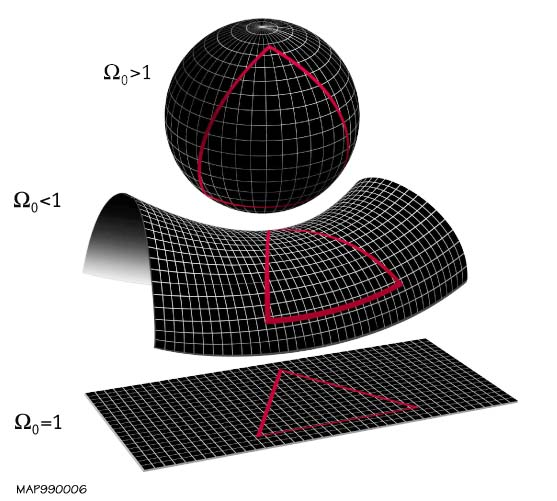
Неевклидовы геометрии

- В геометрии, алгебре, анализе появляются многочисленные нестандартные структуры с необычными свойствами: неевклидовы и многомерные геометрии, кватернионы, конечные поля, некоммутативные группы и т. п.
- Объектами математического исследования всё больше становятся нечисловые объекты: события, предикаты, множества, абстрактные структуры, векторы, тензоры, матрицы, функции, многолинейные формы и т. д.
- Возникает и получает широкое развитие математическая логика, в связи с чем появилось искушение связать именно с ней коренные основания математики.
- Георг Кантор вводит в математику предельно абстрактную теорию множеств, а заодно понятие актуальной бесконечности произвольного масштаба. В конце века при попытке обосновать фундамент математики на основе теории множеств были обнаружены противоречия, которые заставили задуматься над непростыми вопросами: что означает «существование» и «истинность» в математике?

В целом в XIX веке роль и престиж математики в науке и экономике заметно растут, соответственно растёт и её государственная поддержка. Математика вновь становится по преимуществу университетской наукой. Появляются первые математические общества: Лондонское, Американское, Французское, Московское, а также общества в Палермо и Эдинбурге.
Рассмотрим вкратце развитие основных областей математики в XIX веке.

### Геометрия
Если XVIII век был веком анализа, то XIX век по преимуществу стал веком геометрии. Быстро развиваются созданные в конце XVIII века начертательная геометрия (Монж, Ламберт) и возрождённая проективная геометрия (Монж, Понселе, Лазар Карно). Появляются новые разделы: векторное исчисление и векторный анализ, геометрия Лобачевского, многомерная риманова геометрия, теория групп преобразований. Происходит интенсивная алгебраизация геометрии — в неё проникают методы теории групп, возникает алгебраическая геометрия. В конце века создана «качественная геометрия» — топология.

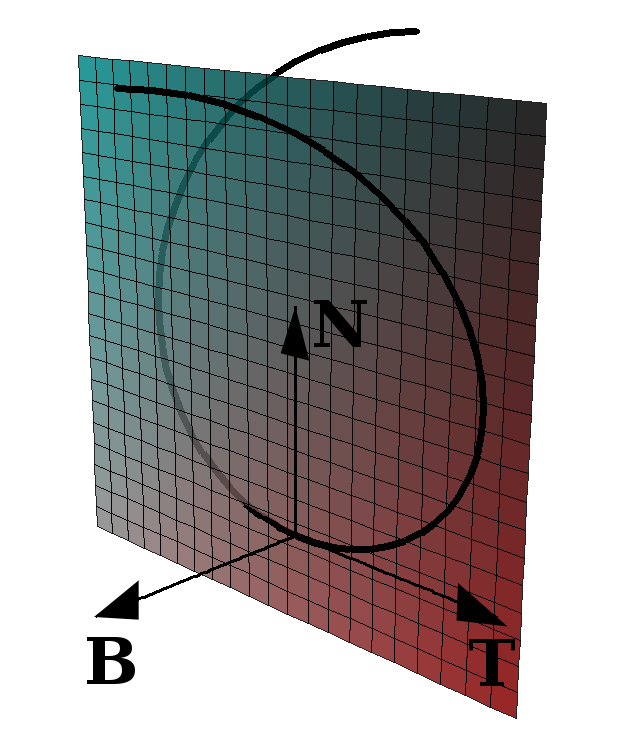
Соприкасающаяся плоскость для кривой и три вектора Френе

Дифференциальная геометрия получила мощный толчок после выхода чрезвычайно содержательного труда Гаусса «Общие исследования о кривых поверхностях» (1822), где впервые были явно определены метрика (первая квадратичная форма) и связанная с ней внутренняя геометрия поверхности. Исследования продолжила парижская школа. В 1847 году Френе и Серре опубликовали известные формулы Френе для дифференциальных атрибутов кривой.
Крупнейшим достижением стало введение понятия вектора и векторного поля. Первоначально векторы ввёл У. Гамильтон в связи со своими кватернионами (как их трёхмерную мнимую часть). У Гамильтона уже появилось скалярное и векторное произведение. Сверх того, Гамильтон ввёл дифференциальный оператор {\displaystyle \nabla } («набла») и многие другие понятия векторного анализа, в том числе определение вектор-функции и тензорного произведения.
Компактность и инвариантность векторной символики, использованной в первых трудах Максвелла, заинтересовали физиков; вскоре вышли «Элементы векторного анализа» Гиббса (1880-е годы), а затем Хевисайд (1903) придал векторному исчислению современный вид.

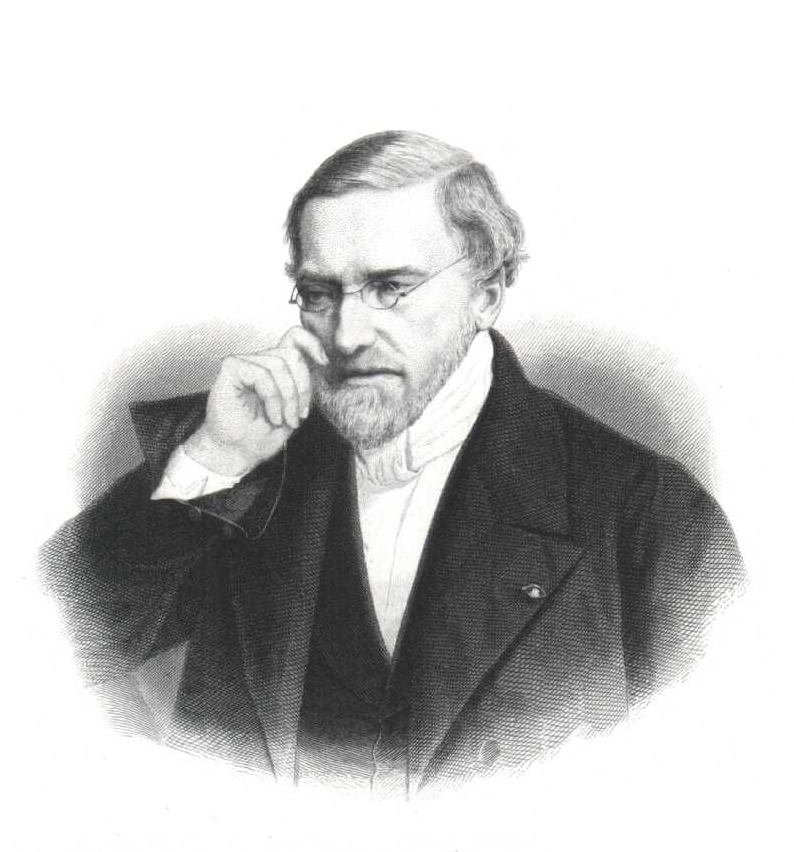
Жан-Виктор Понселе

Проективная геометрия после полутора веков забвения вновь привлекла внимание — сначала Монжа, затем его учеников — Понселе и Лазара Карно. Карно сформулировал «принцип непрерывности», который позволяет сразу распространить некоторые свойства исходной фигуры на фигуры, полученные из неё непрерывным преобразованием (1801—1806). Несколько позднее Понселе ясно определил проективную геометрию как науку о проективных свойствах фигур и дал систематическое изложение её содержания (1815). У Понселе уже полностью легализованы бесконечно удалённые точки (даже мнимые). Он сформулировал принцип двойственности (прямых и точек на плоскости).
С конца 1820-х годов формируется школа проективных геометров в Германии (Мёбиус, Плюккер, Гессе, Штейнер и другие). В Англии ряд работ опубликовал Кэли. При этом стали использоваться и аналитические методы, особенно после открытия Мёбиусом однородных проективных координат, включающих и бесконечно удалённую точку. Во Франции работы Понселе продолжил Мишель Шаль.
Большое влияние на развитие математики имела знаменитая речь Римана (1854) «О гипотезах, лежащих в основании геометрии». Риман определил общее понятие n-мерного многообразия и его метрику в виде произвольной положительно определённой квадратичной формы. Далее Риман обобщил теорию поверхностей Гаусса на многомерный случай; при этом появляются знаменитый риманов тензор кривизны и другие понятия римановой геометрии. Существование неевклидовой метрики, по Риману, может объясняться либо дискретностью пространства, либо некими физическими силами связи. В конце века Г. Риччи завершает классический тензорный анализ.

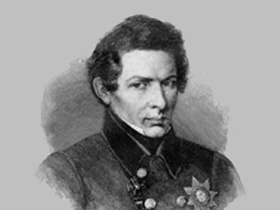
Николай Иванович Лобачевский

Во второй половине XIX века наконец привлекает общее внимание геометрия Лобачевского. Тот факт, что даже у классической геометрии существует альтернатива, произвёл огромное впечатление на весь научный мир. Он также стимулировал переоценку многих устоявшихся стереотипов в математике и физике.
Ещё один переломный момент развития геометрии наступил в 1872 году, когда Феликс Клейн выступил со своей «Эрлангенской программой». Он классифицировал геометрические науки по используемой группе преобразований — вращения, аффинные, проективные, общие непрерывные и т. п. Каждый раздел геометрии изучает инварианты соответствующей группы преобразований. Клейн рассмотрел также важнейшее понятие изоморфизма (структурного тождества), который называл «перенесением». Тем самым был намечен новый этап алгебраизации геометрии, второй после Декарта.
В 1872—1875 годах Камилл Жордан опубликовал ряд работ по аналитической геометрии n-мерного пространства (кривых и поверхностей), а в конце века он предложил общую теорию меры.

Гомеоморфизм топологии кружки и тора (анимация)

В самом конце века рождается топология, сначала под названием analysis situs. Топологические методы фактически в ряде работ использовали Эйлер, Гаусс, Риман, Жордан и др. Вполне ясно предмет новой науки описывает Феликс Клейн в своей «Эрлангенской программе». Окончательно комбинаторная топология оформилась в работах Пуанкаре (1895—1902).

### Математический анализ
Анализ в XIX веке развивался путём быстрой, но мирной эволюции.

Пример Вейерштрасса: всюду непрерывная, но нигде не дифференцируемая функция

Наиболее существенной переменой стало создание фундамента анализа (Коши, затем Вейерштрасс). Благодаря Коши мистическое понятие актуального бесконечно малого исчезло из математики (хотя в физике оно используется до сих пор). Были поставлены вне науки и сомнительные действия с расходящимися рядами. Коши построил фундамент анализа на основе теории пределов, близкой к ньютоновскому пониманию, и его подход стал общепринятым; анализ стал менее алгебраичным, но более надёжным. Тем не менее до уточнений Вейерштрасса многие предрассудки ещё сохранялись: например, Коши верил, что непрерывная функция всегда дифференцируема, а сумма ряда из непрерывных функций непрерывна.
Широчайшее развитие получила теория аналитических функций комплексного переменного, над которой работали Лаплас, Коши, Абель, Лиувилль, Якоби, Вейерштрасс и другие. Значительно расширился сам класс специальных функций, особенно комплексных. Главные усилия были направлены на теорию абелевых функций, которые не вполне оправдали возлагавшиеся на них надежды, но тем не менее способствовали обогащению аналитического инструментария и созданию в XX веке более общих теорий.
Многочисленные прикладные задачи деятельно стимулировали теорию дифференциальных уравнений, выросшую в обширную и плодотворную математическую дисциплину. Детально исследованы основные уравнения математической физики, доказаны теоремы существования решения, создана качественная теория дифференциальных уравнений (Пуанкаре).
К концу века происходит некоторая геометризация анализа — появляются векторный анализ, тензорный анализ, исследуется бесконечномерное функциональное пространства (см. Банахово пространство, Гильбертово пространство). Компактная инвариантная запись дифференциальных уравнений гораздо удобнее и нагляднее, чем громоздкая координатная запись.

### Алгебра и теория чисел
Намеченные у Эйлера аналитические методы помогли решить немало трудных проблем теории чисел (Гаусс, Дирихле и другие). Гаусс дал первое безупречное доказательство основной теоремы алгебры. Жозеф Лиувилль доказал существование бесконечного количества трансцендентных чисел (1844, подробнее в 1851), дал достаточный признак трансцендентности и построил примеры таких чисел в виде суммы ряда. В 1873 году Шарль Эрмит публикует доказательство трансцендентности числа Эйлера e, а в 1882 году Линдеман применил аналогичный метод и к числу {\displaystyle \pi }.

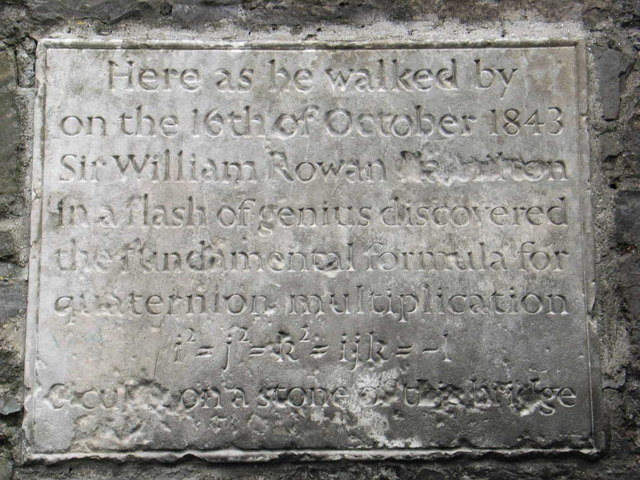
Памятная табличка на мосту Брум Бридж в Дублине: «Здесь на прогулке, 16 октября 1843 года, сэр Уильям Роуэн Гамильтон открыл кватернионы»

У. Гамильтон открыл удивительный некоммутативный мир кватернионов.
Возникла геометрическая теория чисел (Минковский).
Эварист Галуа, опередивший своё время, представляет глубокий анализ решения уравнений произвольных степеней. Ключевыми понятиями исследования оказываются алгебраические свойства связанных с уравнением группы подстановок и полей расширения. Галуа завершил работы Абеля, доказавшего, что уравнения степени выше 4-й неразрешимы в радикалах.

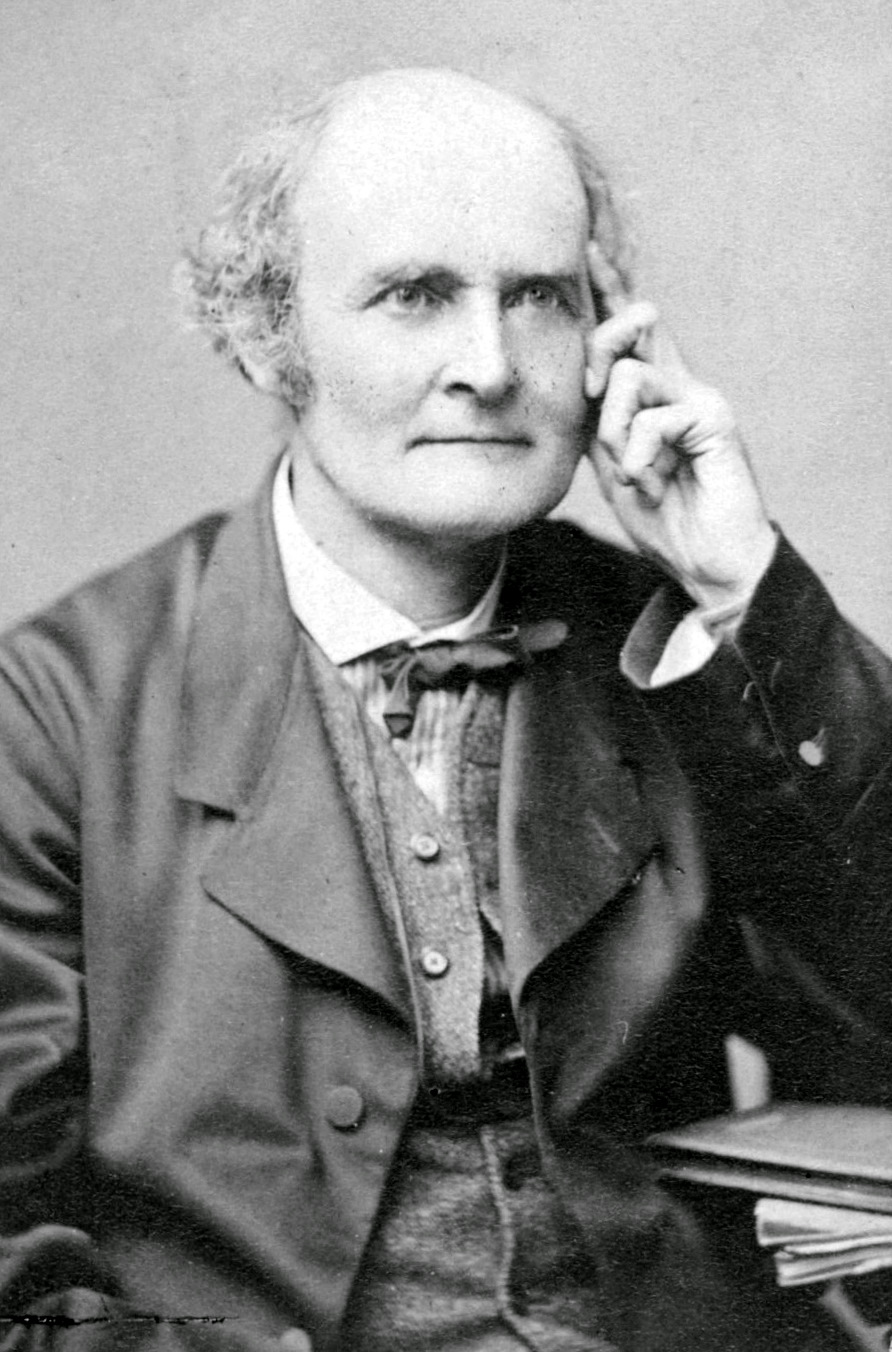
Артур Кэли

По мере усвоения идей Галуа, со второй половины века, быстро развивается общая алгебра. Жозеф Лиувилль публикует и комментирует работы Галуа. В 1850-е годы Кэли вводит понятие абстрактной группы. Термин «группа» становится общепринятым и проникает практически во все области математики, а в XX веке — в физику и кристаллографию.
Формируется понятие линейного пространства (Грассман и Кэли, 1843—1844). В 1858 году Кэли публикует общую теорию матриц, определяет операции над ними, вводит понятие характеристического многочлена. К 1870 году доказаны все базовые теоремы линейной алгебры, включая приведение к жордановой нормальной форме.
В 1871 году Дедекинд вводит понятия кольца, модуля и идеала. Он и Кронекер создают общую теорию делимости.
В конце XIX века в математику входят группы Ли.

### Теория вероятностей

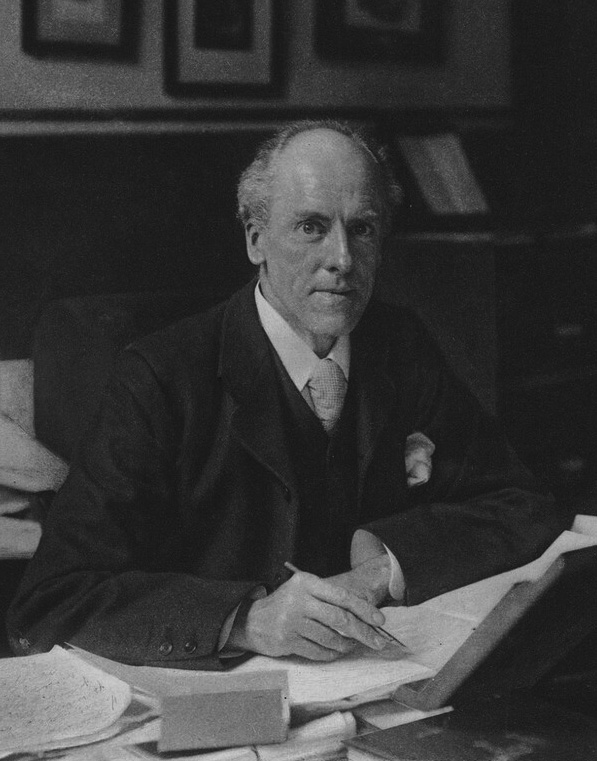
Карл Пирсон

На первое место выходят теория ошибок, статистика и физические приложения. Этим занимались Гаусс, Пуассон, Коши. Была выявлена важность нормального распределения как предельного во многих реальных ситуациях.
Во всех развитых странах возникают статистические департаменты/общества. Благодаря работам Карла Пирсона возникает математическая статистика с проверкой гипотез и оценкой параметров.
Всё же математические основы теории вероятностей в XIX веке ещё не были созданы, и Гильберт в начале XX века отнёс эту дисциплину к прикладной физике.

### Математическая логика
После неудачи проекта «Универсальной характеристики» Лейбница прошло полтора века, прежде чем попытка создать алгебру логики повторилась. Но повторилась она на новой основе: концепция множества истинности позволила построить математическую логику как теорию классов, с теоретико-множественными операциями. Пионерами стали британские математики Август (Огастес) де Морган и Джордж Буль.

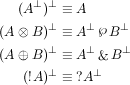
Законы де Моргана в символике их автора

В работе «Формальная логика» (1847) де Морган описал понятие универсума и символы для логических операторов, записал известные «законы де Моргана». Позже он ввёл общее понятие математического отношения и операций над отношениями.
Джордж Буль независимо разработал свой, более удачный, вариант теории. В своих работах 1847—1854 годов он заложил основы современной математической логики и описал алгебру логики (булеву алгебру). Появились первые логические уравнения, введено понятие конституэнты (разложения логической формулы).
Уильям Стенли Джевонс продолжил систему Буля и даже построил «логическую машину», способную решать логические задачи. В 1877 году Эрнест Шрёдер сформулировал логический принцип двойственности. Далее Готлоб Фреге построил исчисление высказываний. Чарльз Пирс в конце XIX века изложил общую теорию отношений и пропозициональных функций, а также ввёл кванторы. Современный вариант символики предложил Пеано. После этого всё было готово для разработки в школе Гильберта теории доказательств.

### Обоснование математики
К началу XIX века относительно строгое логическое (дедуктивное) обоснование имела только евклидова геометрия, хотя строгость её уже тогда справедливо считалась недостаточной. Свойства новых объектов (например, комплексных чисел, бесконечно малых и т. д.) попросту считались в целом такими же, как у объектов уже известных; если же такая экстраполяция была невозможна, свойства подбирались опытным путём.

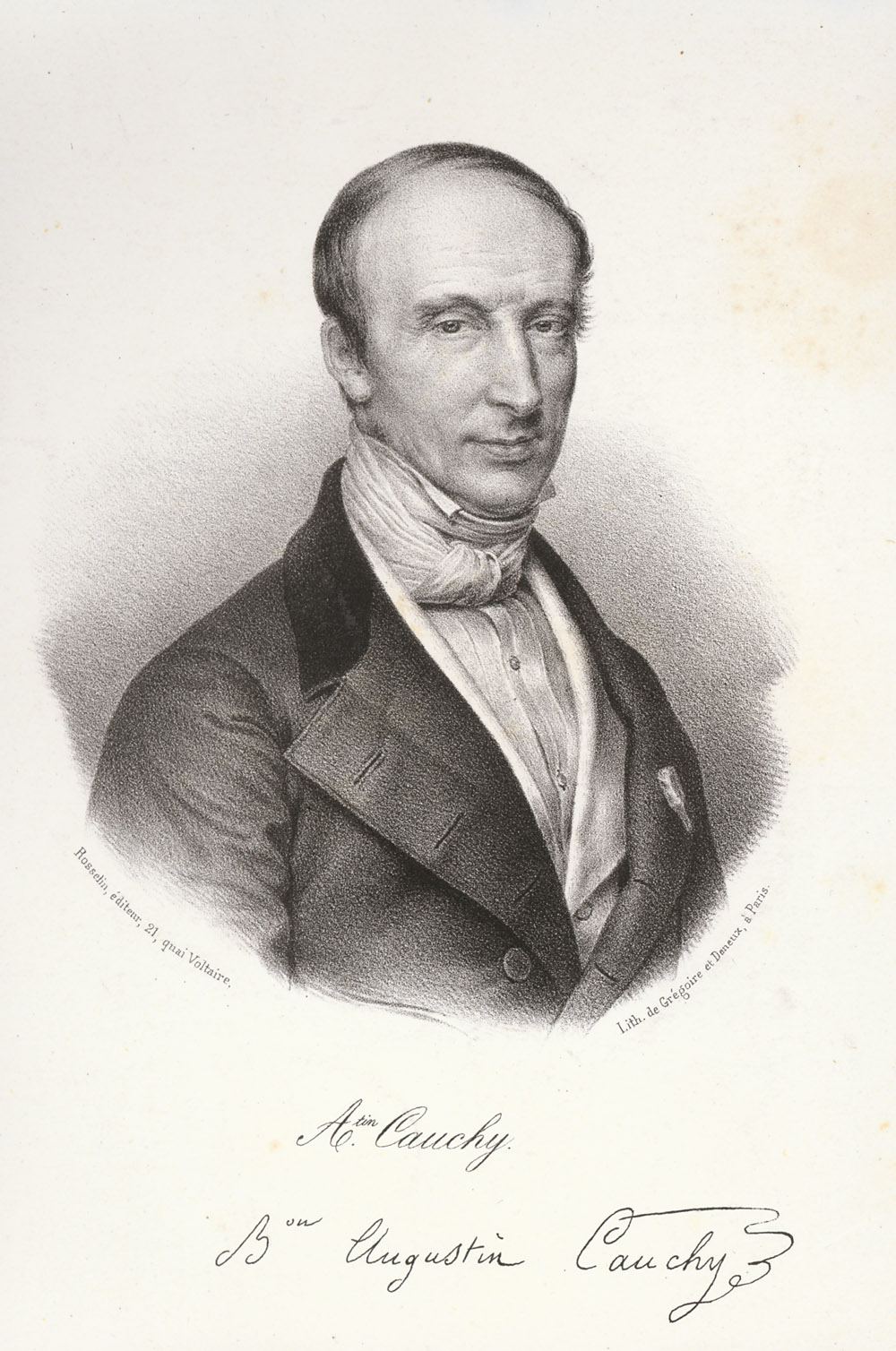
Огюстен Луи Коши

Построение фундамента математики началось с анализа. В 1821 году Коши опубликовал «Алгебраический анализ», где чётко определил основные понятия на основе концепции предела. Всё же он сделал ряд ошибок, например, почленно интегрировал и дифференцировал ряды, не доказывая допустимость таких операций. Завершил фундамент анализа Вейерштрасс, который выяснил роль важного понятия равномерной непрерывности. Одновременно Вейерштрасс (1860-е годы) и Дедекинд (1870-е) дали обоснование теории вещественных чисел.
1837 год: Уильям Гамильтон строит модель комплексных чисел как пар вещественных.
В 1870-е годы были легализованы неевклидовы геометрии. Их модели на базе евклидового пространства доказали, что они так же непротиворечивы, как и геометрия Евклида.
1879 год: Фреге публикует систему аксиом математической логики.
1888 год: Дедекинд предлагает набросок системы аксиом для натуральных чисел. Годом позже законченную систему аксиом предложил Пеано.
1899 год: выходят в свет «Основания геометрии» Гильберта.
В итоге к концу века почти вся математика была построена на базе строгой аксиоматики. Непротиворечивость основных разделов математики (кроме арифметики) была строго доказана (точнее говоря, сведена к непротиворечивости арифметики). Аксиоматический фундамент для теории вероятностей и теории множеств появился позже, в XX веке.

### Теория множеств и антиномии

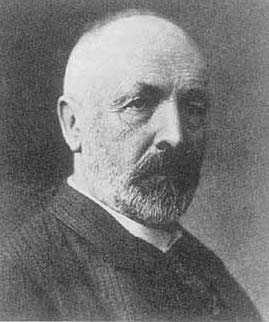
Георг Кантор

В 1873 году Георг Кантор ввёл понятие произвольного числового множества, а затем и общее понятие множества — самого абстрактного понятия в математике. С помощью взаимно-однозначных отображений он ввёл понятие равномощности множеств, потом определил сравнение мощностей на больше-меньше и, наконец, классифицировал множества по величине их мощности: конечные, счётные, континуальные и т. д.
Иерархию мощностей Кантор рассматривал как продолжение иерархии (порядка) целых чисел (трансфинитные числа). Тем самым в математику была введена актуальная бесконечность — понятие, которого прежние математики старательно избегали.
На первых порах теория множеств встретила у многих математиков доброжелательный приём. Она помогла обобщить жордановскую теорию меры, успешно использовалась в теории интеграла Лебега и многими рассматривалась как основа будущей аксиоматики всей математики. Однако последующие события показали, что привычная логика не годится при исследовании бесконечности, а интуиция не всегда помогает сделать правильный выбор.
Первое противоречие обнаружилось при рассмотрении самого большого множества — множества всех множеств (1895). Его пришлось исключить из математики как недопустимое. Однако появились и другие противоречия (антиномии).

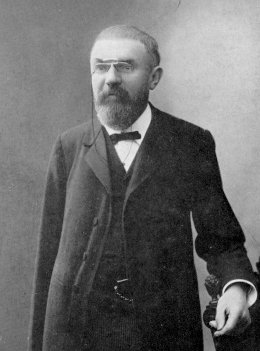
Анри Пуанкаре

Анри Пуанкаре, который вначале принял теорию множеств и даже использовал в своих исследованиях, позже решительно отверг её и назвал «тяжёлой болезнью математики». Однако другая группа математиков, включая Бертрана Рассела, Гильберта и Адамара, выступили в защиту «канторизма».
Положение усугубило открытие «аксиомы выбора» (1904, Цермело), которая, оказывается, неосознанно применялась во многих математических доказательствах (например, в теории вещественных чисел). Эта аксиома объявляет существующим множество, о составе которого ничего не известно, и это обстоятельство ряд математиков посчитал совершенно неприемлемым, тем более что некоторые следствия аксиомы выбора противоречили интуиции (парадокс Банаха — Тарского и др.).
В начале XX века удалось согласовать вариант теории множеств, свободный от обнаруженных ранее противоречий (теория классов), так что большинство математиков приняли теорию множеств. Однако былого единства математики больше нет, часть научных школ стали развивать альтернативные взгляды на обоснование математики.

## XX век
Престиж профессии математика стал в XX столетии заметно выше. Математика развивалась экспоненциально, и невозможно сколько-нибудь полно перечислить сделанные открытия, но некоторые наиболее серьёзные достижения упомянуты ниже.

### Новые направления
В XX веке облик математики заметно изменился.
1. Существенно расширились как предмет математики, так и область её применения. Появились новые разделы, обнаружились неожиданные связи между разделами (например, между теорией чисел и теорией вероятности[126]).
2. Появились новые обобщающие понятия, математика поднялась на более высокую ступень абстракции, и с этой высоты становится более ясным единство математической науки. Особую роль в этом сыграл перевод оснований практически всех разделов математики на теоретико-множественный фундамент. Геометрия рассматривает уже самые абстрактные пространства, алгебра абстрагировалась от числовой арифметики и допускает операции с самыми необычными свойствами.
3. Был произведен глубокий анализ оснований математики и возможностей математической логики в отношении доказательств математических утверждений.

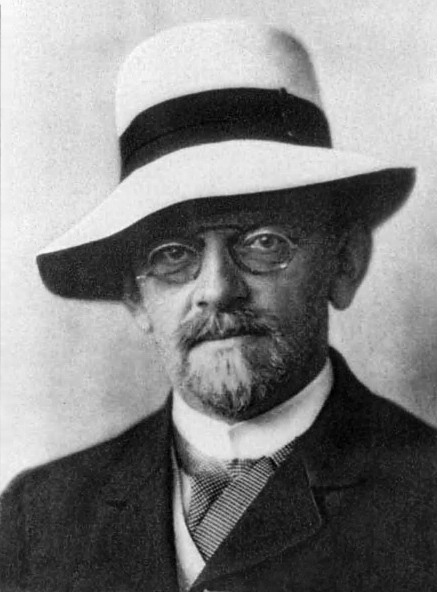
Давид Гильберт

В 1900 году Давид Гильберт на Втором Международном конгрессе математиков представил список из 23 нерешённых математических проблем. Эти проблемы охватили множество областей математики и сформировали центр приложения усилий математиков XX столетия. Сегодня десять проблем из списка решены, семь частично решены, и две проблемы всё ещё открыты. Оставшиеся четыре сформулированы слишком обобщённо, чтобы имело смысл говорить об их решении.
Особенное развитие в XX веке получили новые области математики; кроме компьютерных потребностей, это во многом связано с запросами теории управления, квантовой физики и других прикладных дисциплин.
- Топология.
- Функциональный анализ.
- Различные разделы дискретной математики, в том числе теория игр, теория графов, теория кодирования.
- Информатика и кибернетика, теория информации, теория алгоритмов.
- Теория групп Ли.
- Теория компьютерного моделирования.
- Теория оптимизации, в том числе глобальной.
- Теория случайных процессов.
- Методы математической статистики.

Бурно развивались и многие «старые» области математики.
- Алгебраическая геометрия
- Комплексный анализ, особенно для функций многих переменных
- Математическая физика
- Общая алгебра
- Риманова геометрия
- Теория вероятностей

### Математическая логика и основания математики

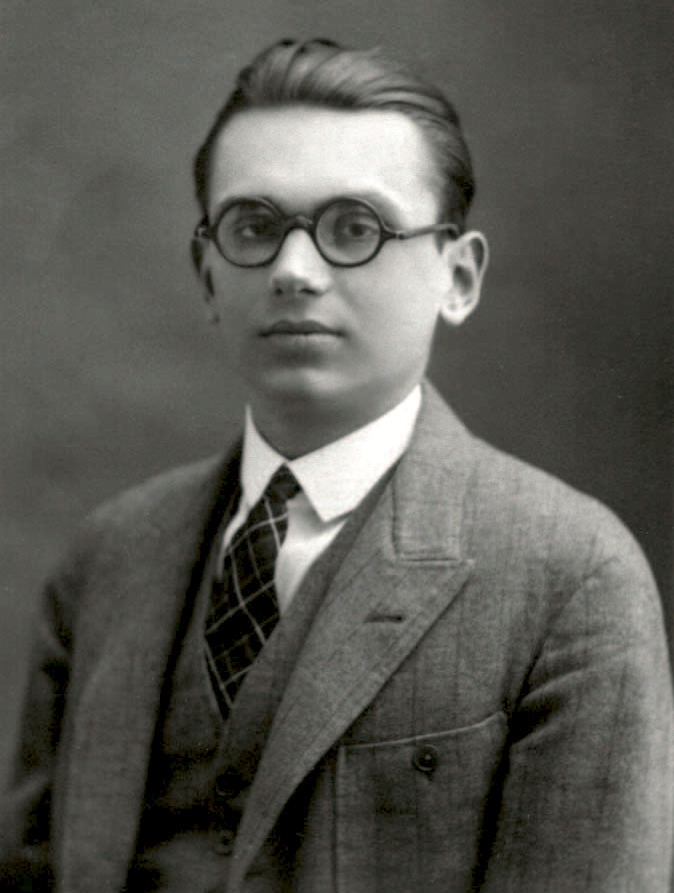
Курт Гёдель

В 1931 году Курт Гёдель опубликовал две свои теоремы о неполноте, которые установили ограниченность математической логики. Это положило конец замыслу Давида Гильберта создать полную и непротиворечивую систему оснований математики. Несколько ранее в исследованиях Лёвенгейма и Скулема 1915—1920 годов (теорема Лёвенгейма — Скулема) обнаружен ещё один обескураживающий факт: никакая аксиоматическая система не может быть категорична. Другими словами, как бы тщательно ни формулировалась система аксиом, всегда найдётся интерпретация, совершенно не похожая на ту, ради которой эта система проектировалась. Это обстоятельство также подрывает веру в универсальность аксиоматического подхода.
Тем не менее формальная аксиоматика признана необходимой для того, чтобы прояснить фундаментальные принципы, на которые опираются разделы математики. Кроме того, аксиоматизация помогает выявлению неочевидных связей между разными частями математики и тем самым способствует их унификации.
Капитальные результаты получены в теории алгоритмов. Было доказано, что теорема может быть правильной, но алгоритмически неподдающейся (точнее, нет разрешающей процедуры, Чёрч, 1936).
В 1933 году Андрей Колмогоров завершил (общепризнанную теперь) аксиоматику теории вероятностей.
В 1963 году Пол Коэн доказал, что континуум-гипотеза Кантора недоказуема (в обычной аксиоматике теории множеств).

### Алгебра и теория чисел
В начале века Эмми Нётер и Ван дер Варден завершили построение основ общей алгебры, структуры которой (группы, поля, кольца, линейные пространства и др.) пронизывают теперь всю математику. Вскоре теория групп с большим успехом проникла в физику и кристаллографию. Другим важным открытием начала века стало создание и развитие плодотворной теории p-адических чисел.

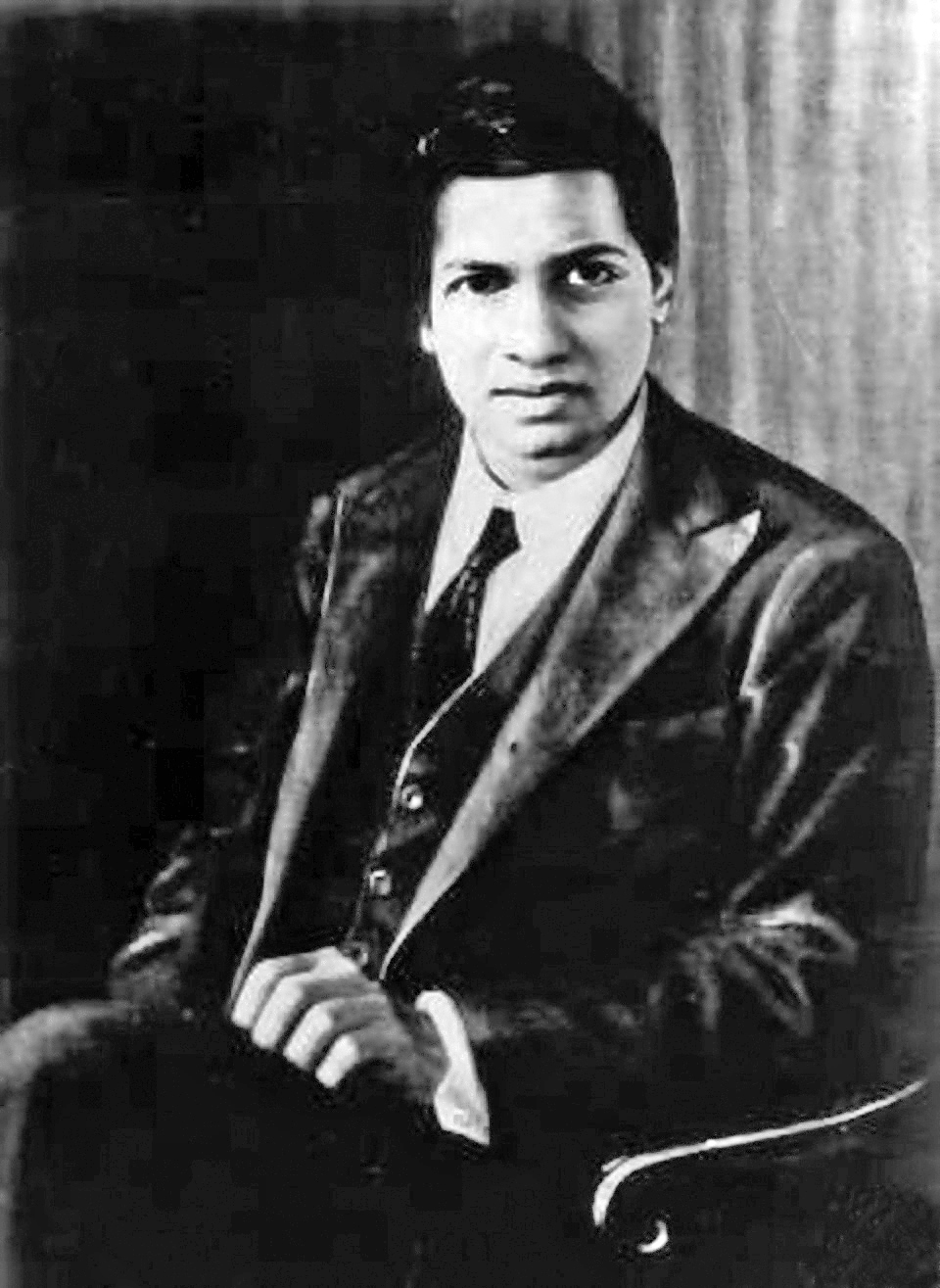
Сриниваса Айенгор Рамануджан

В 1910-х годах Рамануджан сформулировал более чем 3000 теорем, включая свойства функции разбиения числа и её асимптотических оценок. Он также получил важные результаты в области исследования гамма-функции, модулярных форм, расходящихся рядов, гипергеометрических рядов и теории простых чисел.
Эндрю Уайлс доказал последнюю теорему Ферма в 1995 году, закрыв многовековую проблему.

### Математический анализ и математическая физика
В начале XX века Лебег и Борель обобщили жорданову теорию меры; на её основе был построен интеграл Лебега. В школе Гильберта появился функциональный анализ, вскоре нашедший непосредственное применение в квантовой физике.

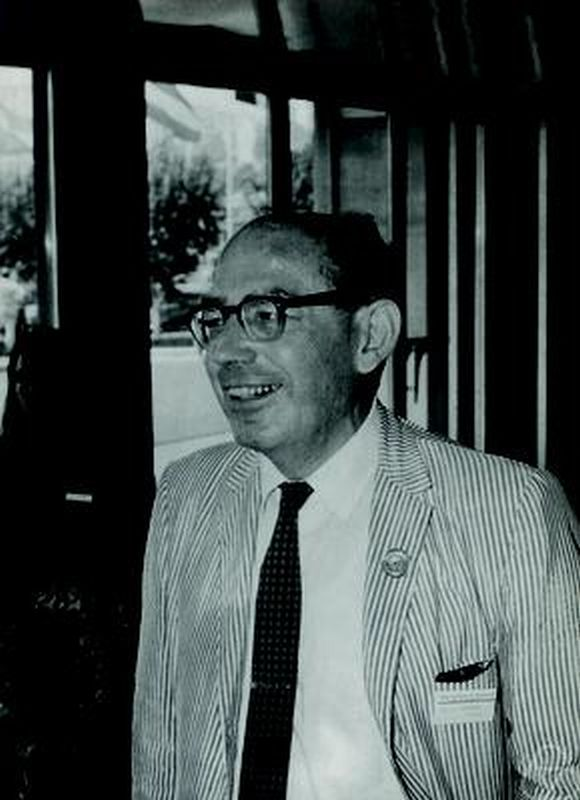
Абрахам Робинсон

В 1960-х годах Абрахам Робинсон опубликовал изложение нестандартного анализа — альтернативного подхода к обоснованию математического анализа на основе актуальных бесконечно малых.
Интенсивно развивается теория многомерных многообразий, стимулируемая потребностями физики (ОТО, теория струн и др.).

### Геометрия и топология
Общая топология стремительно развивается и находит применение в самых различных областях математики. Массовый интерес вызвали фракталы, открытые Бенуа Мандельбротом (1975).
Герман Минковский в 1907 году разработал геометрическую модель кинематики специальной теории относительности, позднее послужившую основой для Общей теории относительности (ОТО). Обе эти теории послужили стимулом для быстрого развития многомерной дифференциальной геометрии произвольных гладких многообразий — в частности, римановых и псевдоримановых.

### Дискретная и компьютерная математика

Изменение со временем величины наибольшего известного простого числа с момента создания первой ЭВМ

Во второй половине XX века, в связи с появлением компьютеров, произошла существенная переориентация математических усилий. Значительно выросла роль таких разделов, как численные методы, теория оптимизации, общение с очень большими базами данных, имитация искусственного интеллекта, кодирование звуковых и видеоданных и т. п. Возникли новые науки — кибернетика, информатика, распознавание образов, теоретическое программирование, теория автоматического перевода, компьютерное моделирование, компактное кодирование аудио- и видеоинформации и др.
Ряд старых проблем получили решение при использовании компьютерных доказательств. Вольфганг Хакен и Кеннет Аппель с помощью компьютера решили проблему четырёх красок (1976).

## XXI век

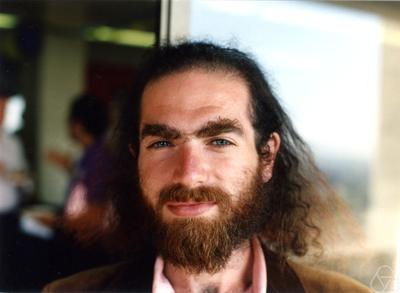
Григорий Перельман

В 2000 году Математический институт Клэя составил список семи важнейших математических задач «важные классические задачи, решение которых не найдено вот уже в течение многих лет». В 2003 году одна из задач тысячелетия — гипотеза Пуанкаре была решена Григорием Перельманом.
К 2004 году в серии работ примерно 100 авторов, содержащих в общей сложности тысячи страниц текста была полностью завершена классификация простых конечных групп.
В 2013 году Итан Чжан доказал, что существует бесконечно много пар простых чисел, разность между которыми не превосходит 70 миллионов. Позже эта оценка многократно уменьшалась, вплоть до 246.
В XXI веке большинство математических журналов имеют онлайн-версии, а некоторые журналы публикуются только в интернете. Растет стремление к публикации в открытом доступе, впервые популяризированной arXiv. Растет популярность распределённых вычислений, которая даёт исследователям возможность задействовать огромные вычислительные мощности персональных компьютеров со всего мира для численной проверки различных математических гипотез, например проект PrimeGrid занимается поиском простых чисел специального вида. Кроме того, возрастают возможности компьютерных инструментов, для человеко-машинное доказательств и для автоматической проверки доказательств, например в 2014 году доказательство гипотезы Кеплера было проверено при помощи компьютерной системы.